# Прага
Пра́га (чеш. Praha [ˈpraɦa]) — статутный город и столица Чешской Республики, административный центр Среднечешского края и двух его районов: Прага-Восток и Прага-Запад. Образует самостоятельную административно-территориальную единицу страны.
Население: 1,331 млн человек (2021 год). Четырнадцатый по населению город в странах Евросоюза. Расположен на берегах реки Влтавы в сорока километрах от её впадения в Эльбу.
Главный политический, экономический и культурный центр Чехии. Один из крупнейших туристических центров Европы. Количество туристов в 2012 году превысило 5,4 млн человек.
С X века столица Чешского государства; в 1526—1918 годы главный город Богемии под властью Габсбургов; с 1918 по 1992 год столица Чехословакии; с 1993 года — Чешской Республики. Исторический центр внесён в Список всемирного наследия ЮНЕСКО.

## Этимология
Топоним Praha связывают с чешским словом prah («порог»), при этом подразумевается «речной порог», которых в пределах Праги несколько.
Народная этимология выводит название из легенды о княжне Либуше, которая отправила слуг в лес, которые там нашли человека, тесавшего порог дома, отсюда название «Прага».

## История

### История ранних веков

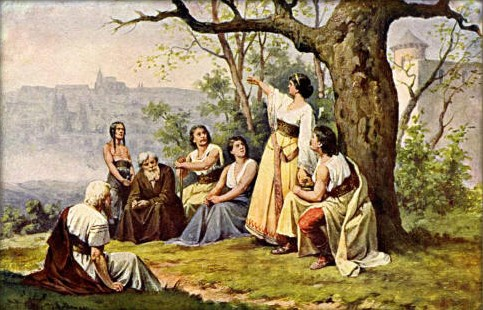
Мифологическая принцесса Либуше пророчит славу Праги

Раннюю историю Праги можно проследить до эпохи палеолита, и на протяжении веков она была заселена различными племенами и народами. Еврейский летописец Давид Соломон Ганс, ссылаясь на немецкого историка Кириака Шпангенберга, утверждал, что город был основан как Бойхем в ок. 1306 г. до н. э. древним царем Бойей.
В пятом и четвёртом веках до нашей эры кельтское племя бойев поселилось в этом районе и основало крупнейшее укреплённое городище (оппидум) в Богемии, Завист, расположенный в современном южном пригороде Збраслав в Праге. Кельты назвали этот регион Богемией, что означает «дом народа бойев», однако позже они были изгнаны германскими племенами, среди которых были маркоманы, квады, лангобарды и, возможно, свевы.
В районе, где стоит современная Прага, на карте II века, составленной Птолемеем, упоминается германский город под названием Касургис. В конце V века нашей эры, во время Великого переселения народов после распада Западной Римской империи, германские племена, жившие в Богемии, двинулись на запад. В VI веке славянские племена (венеды) поселились в Среднечешском крае, в том числе на территории современной Праги.
В течение следующих трёх столетий чешские племена построили в этом районе несколько укрепленных поселений, в первую очередь в долине Шарка, Бутовицах и Левом Градце.

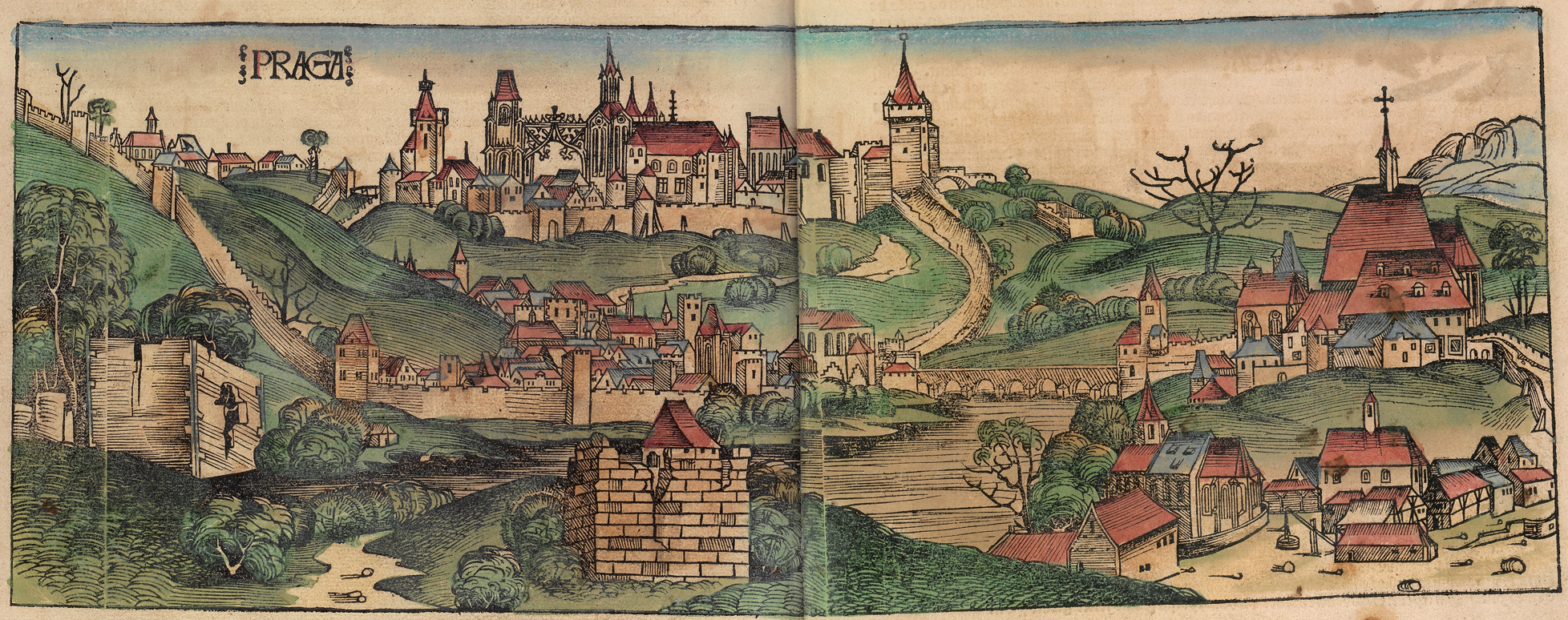
Гравюра из «Нюрнбергской хроники» с видом на Прагу, 1493 г.

Первые исторические сведения о поселениях славян на территории современного города относятся к VI веку н. э.
В VIII веке существовала легендарная фигура Либуше и её мужа Пршемысла, основавших династию Пржемысловичей. Согласно легенде, Либуше предсказала основание великого города под названием Прага на скалистом утесе над рекой Влтавой.
Со временем регион стал резиденцией герцогов, а затем и королей Богемии, а Прага стала важным центром торговли и коммерции, привлекая купцов со всей Европы, в том числе многих евреев. Город также когда-то был домом для значительного невольничьего рынка.
В конце IX века началось строительство того, что впоследствии стало известно как Пражский Град, расширив укрепленное поселение, существовавшее на этом месте с 800 года. Другой видный пражский форт, крепость Пршемысловичей Вышеград, был основан в X веке, примерно на 70 лет позже Пражского Града.
В X веке Прага стала столицей Чешского государства, в конце этого же столетия была выстроена рыночная площадь.
При короле Владиславе I в 1170 году был построен первый мост через реку Влтаву, названный Мостом Юдифи в честь его жены Ютты Тюрингской. Он был разрушен наводнением в 1342 году и впоследствии перестроен и переименован в Карлов мост.
В 1257 году при короле Оттокаре II район Мала Страна, или «Малая четверть», был основан на месте старой деревни, которая впоследствии стала районом Градчаны (Пражский Град). Это был район немецкого народа, имевшего право автономно вершить правосудие в соответствии с Магдебургским правом. Новый район находился на берегу напротив Старого места («Старый город»), имевшего статус поселка и окаймленного линией стен и укреплений.
В первой половине XIII века вокруг каменных построек в районе площади стали возводить крепостные стены. 
Прага, которая в раннее Средневековье наравне с Парижем конкурировала за звание столицы Европы, но в XVI веке оказалась вне первой волны глобализации и стала периферийным городом Европы.

### Средние века

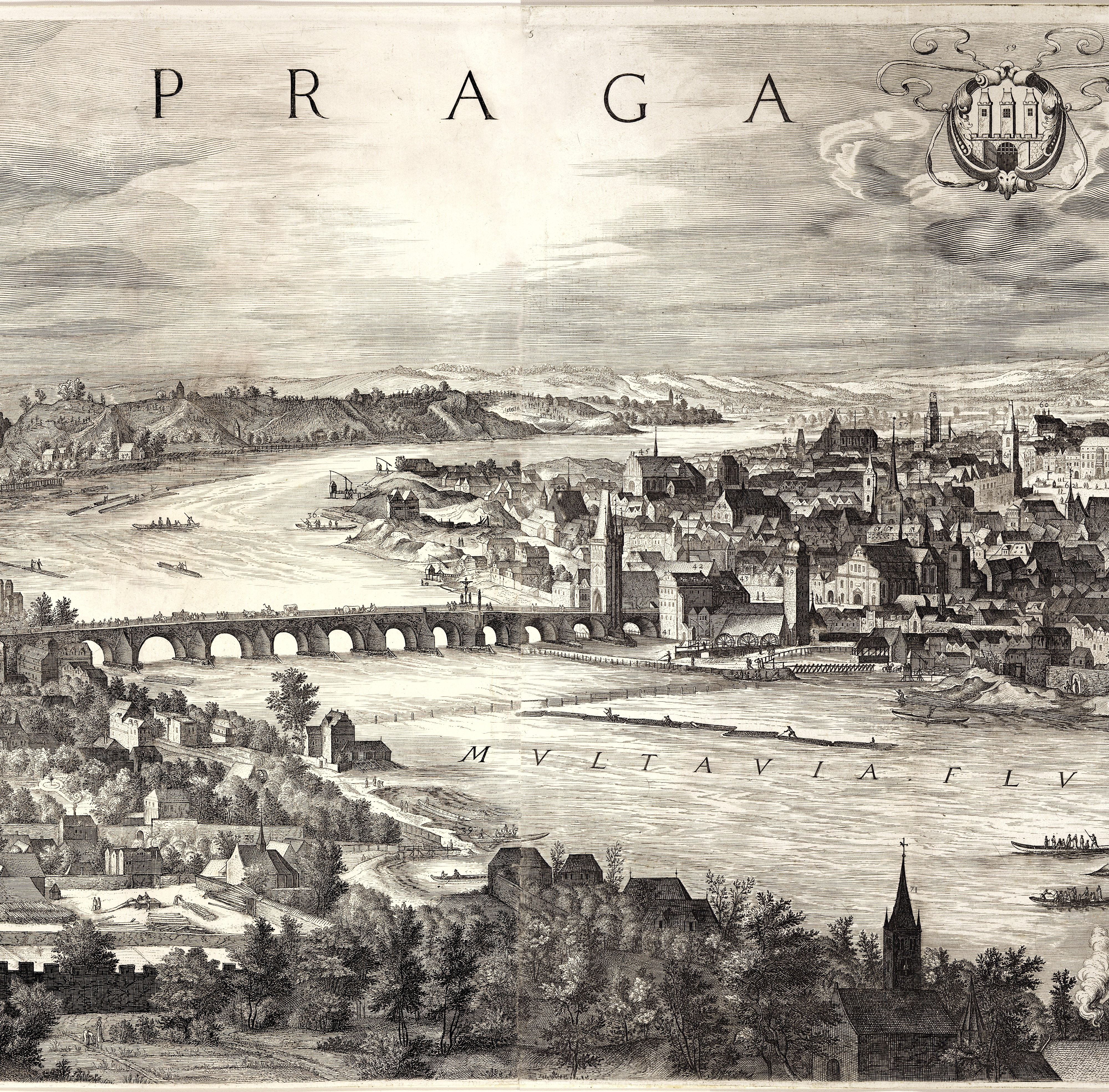
Прага, 1606 год

Средневековье Праги, особенно во время правления Карла IV, было периодом роста и трансформации города. Карл IV был не только королем Богемии, но и императором Священной Римской империи, который возвел Прагу в имперскую столицу. Он сыграл значительную роль в превращении Праги в крупный торговый, финансовый и образовательный центр.
Одним из самых значительных вкладов Карла IV в Прагу было строительство Нового города (Нове-Место), примыкающего к Старому городу. Сам Карл изложил проект, который включал строительство Карлова моста вместо моста Юдифи, разрушенного наводнением до его правления. Карлов мост соединял районы восточного берега с Малой Страной и районом замка. Кроме того, он основал Карлов университет в 1347 году, который до сих пор является старейшим университетом в Центральной Европе.
Во время правления Карла IV Прага претерпела значительные архитектурные изменения. Готический Собор Святого Вита был построен вместо романской ротонды и стал символом могущества и богатства Праги. В городе также был монетный двор, и он был центром торговли для немецких и итальянских банкиров и купцов. Однако общественный порядок стал более неспокойным из-за роста могущества гильдий ремесленников и увеличения числа бедняков.
Для борьбы с голодом 1360-х годов Карл IV приказал построить Голодную стену, солидную оборонительную стену к югу от Малой Страны и территории замка. Работа давала работу и пищу рабочим и их семьям.
Карл IV умер в 1378 году, и престол унаследовал его сын, король Вацлав IV. Правление Вацлава IV было отмечено сильными беспорядками, включая убийство почти всего еврейского населения Праги в 1389 году. Ян Гус, богослов и ректор Карлова университета, проповедовал в Праге, и его проповеди вдохновили радикальные реформы коррумпированной церкви. Его учение сочли слишком опасным, и он был вызван на Констанцский собор, предан суду за ересь и сожжен на костре в 1415 году.
Смерть Гуса, наряду с чешским протонационализмом и протопротестантизмом, спровоцировала гуситские войны. Крестьянские повстанцы под предводительством генерала Яна Жижки вместе с гуситскими войсками из Праги нанесли поражение императору Сигизмунду в битве на Витковом холме в 1420 году. Во время гуситских войн Прага подверглась нападению «крестоносцев» и наемных сил, но мужественно под Пражским Знаменем. Это знамя с ласточкиным хвостом имело красное поле, усыпанное маленькими белыми геральдическими лилиями, и серебряный герб старого города в центре. Над гербом появились слова «PÁN BŮH POMOC NAŠE» («Господь — наша помощь/помощь») с гуситской чашей в центре вершины.
Несмотря на беспорядки, Прага продолжала расти как торговый город в последующие века. Были возведены готические здания, пристроен Владиславский зал Пражского Града. Город стал известен своей красотой, и его посещали такие известные личности, как Иоганн Кеплер и Вольфганг Амадей Моцарт. Средневековье Праги заложило основу для её будущего роста и процветания, сделав её одним из самых значительных культурных центров Европы.

### Эпоха Габсбургов

Герб Праги (1649)

Эпоха Габсбургов в Праге началась в 1526 году, когда чешские поместья избрали королем Фердинанда I из Дома Габсбургов. Это ознаменовало начало периода конфликта в Богемии, поскольку пылкий католицизм Габсбургов столкнулся с растущей популярностью протестантизма в Праге. Однако во время правления императора Священной Римской империи Рудольфа II, избранного королем Богемии в 1576 году, Прага стала центром европейской культуры. Рудольф II выбрал Прагу своим домом и жил в Пражском Граде, где он приветствовал астрологов, магов, учёных, музыкантов и художников. Это был период процветания города, когда здесь жили такие известные люди, как астрономы Тихо Браге и Иоганн Кеплер, художник Арчимбольдо, алхимики Эдвард Келли и Джон Ди, поэтесса Элизабет Джейн Уэстон и другие.
Однако в 1618 году знаменитая вторая дефенестрация Праги привела к Тридцатилетней войне, которая была особенно тяжелым периодом для Праги и Чехии. Фердинанд II Габсбургский был свергнут, и его место на посту короля Богемии занял Фридрих V, курфюрст Палатин. Однако его армия была разбита в битве у Белой Горы (1620 г.) недалеко от города. После этого в 1621 году 27 чешских протестантских лидеров, участвовавших в восстании, были казнены на Староместская площадь, а многие другие были сосланы. Прага была насильственно обращена обратно в католицизм, а затем и остальные чешские земли. Впоследствии город пострадал во время войны от нападения курфюрста Саксонии (1631 г.) и во время Пражской битвы (1648 г.). В Праге начался неуклонный упадок, в результате которого население сократилось с 60 000 до войны до 20 000 человек. Во второй половине 17 века население Праги снова начало расти. Евреи жили в Праге с конца 10 века, и к 1708 году они составляли около четверти населения Праги.
В 1689 году большой пожар опустошил Прагу, но это подтолкнуло к обновлению и перестройке города. В 1713—1714 годах в Праге в последний раз произошла крупная вспышка чумы, в результате которой погибло от 12 000 до 13 000 человек.
В 1744 году в город вторгся Фридрих Великий из Пруссии, что привело к суровой и продолжительной осаде. Город был сильно поврежден, большая часть города была разрушена во время вторжения. Однако через месяц Фридрих Великий потерпел поражение и был вынужден отступить из Богемии.
Несмотря на разрушения, вызванные вторжением, экономика Праги продолжала улучшаться в течение 18 века. К 1771 году население увеличилось до 80 000 жителей. Многие богатые купцы и дворяне внесли свой вклад в рост города, дополнив его множеством дворцов, церквей и садов, наполненных искусством и музыкой, создав город в стиле барокко, известный во всём мире и по сей день.
При Иосифе II в 1784 году четыре муниципалитета Мала Страна, Нове Место, Старе Место и Градчаны были объединены в единое целое, что ещё больше укрепило власть и влияние города. Еврейский район, называемый Йозефов, был включен только в 1850 году. Промышленная революция принесла в Прагу большие изменения и изменения, поскольку новые фабрики могли использовать преимущества угольных шахт и металлургических заводов близлежащих регионов. В 1817 году был основан первый пригород Карлин, а двадцать лет спустя население превысило 100 000 человек.
Революции в Европе 1848 года также коснулись Праги, но были жестоко подавлены. Однако в последующие годы Чешское национальное возрождение начало расти, пока не получило большинство в городском совете в 1861 году. В то время в Праге было немецкоязычное большинство, но к 1880 году количество говорящих по-немецки уменьшилось. до 14 % (42 000), а к 1910 г. до 6,7 % (37 000). Это было связано с массовым увеличением населения города, вызванным притоком чехов из остальной части Богемии и Моравии, а также с растущим престижем и важностью чешского языка как части чешского национального возрождения.
После поражения Австрии в австро-прусской войне 1866 года, когда город был оккупирован прусскими войсками, австрийское командование пришло к выводу, что он окончательно утратил своё оборонное значение. Это привело к решению о сносе большей части городских укреплений, прежде всего вокруг Нового Места и Малой Страны. Результатом этого явилось бурное развитие пригородов Праги: Краловске-Винограды, Жижков, Карлин, Вршовице, Нусле, Смихов, Коширже, Подоли, Височани и многих других, где, в отличие от плотно застроенных старых кварталов, возникли десятки и сотни новых заводов и фабрик, привлекавших рабочую силу из сельской местности.

### XX век и далее
В XIX веке Пражская агломерация становилась наиболее важным промышленным центром всей империи. Особую роль играли предприятия машиностроения и металлообработки, используя недалеко расположенный угольный бассейн и металлургические предприятия города Кладно. Вместе с тем, боясь дальнейшего усиления Праги и Чехии в целом и, как следствие, требования ею особой политической роли, венское правительство препятствовало слиянию пригородов с городом. До падения монархии в 1918 году такое разрешение получили только Иозефов, Вышеград, Голешовице-Бубни и Либень. Отдельные пригороды разрослись настолько, что получили статус города, при этом достигая внушительных размеров. Например, Краловске-Винограды перед Первой мировой войной насчитывали около 100 тыс. жителей, что выводило их на третье место среди всех чешских и моравских городов, после собственно Праги и Брно.
После распада осенью 1918 года Австро-Венгерской империи и образования независимой Чехословацкой Республики Прага стала её столицей. Город существовал относительно спокойно до начала Второй мировой войны в 1939 году. Освобождён от немецких войск 6 мая 1945 года участниками Пражского национального восстания (9 мая советские войска вступили в практически очищенную от немецких войск Прагу). К счастью, война не оставила в городе серьёзных разрушений. В 1960 году Прага стала столицей Чехословацкой Социалистической Республики и пробыла таковой до 1993 года, когда после «бархатного развода» Чехословацкой федерации стала столицей Чехии. Она была основным местом событий Пражской весны 1968 года, когда была предпринята попытка внутреннего реформирования КПЧ, её вооружённого подавления силами стран-участников Варшавского договора в августе 1968 года, а затем центром бархатной революции 1989 года.
После образования в 1918 году независимого чехословацкого государства и провозглашения Праги его столицей уже ничто не мешало её развитию в качестве метрополии. В 1922 году к городу было присоединено 37 окружающих её городов и местечек, так что население города выросло почти втрое до 677 тыс. жителей, а территория с 21 км² увеличилась до 171,5 км², выведя её тем самым на уровень крупных европейских столиц своего времени. Быстрый рост Праги, как результат её центральной роли в стране и дальнейшего развития промышленности, привёл к росту населения до 850 тыс. к 1930 году и одного миллиона к 1939 году. В эти годы также большое развитие претерпела транспортная инфраструктура города: трамвайная сеть охватила почти всю её территорию, окраины получили автобусное сообщение, началось строительство линий троллейбуса. В середине 1930-х годов было принято решение о строительстве в Праге метрополитена, однако начавшиеся работы были прерваны в связи с немецкой оккупацией и Второй мировой войной. На периферии возникали новые жилые районы как вилловой застройки (Оржеховка, Ганспаулка, Баба, Бубенеч, Заградни-Место), так и многоэтажных домов (Голешовице, Дейвице, Вршовице, Страшнице, Подоли и др.), отличавшиеся значительным для своего времени уровнем благоустройства, а также детские сады, школы, рабочие общежития, дома культуры, спортивные объекты, например, стадион на Страгове. Чешские архитекторы своими известными творениями в стиле модерн, кубизм (уникальное явление в мировой архитектуре) и функционализм подняли зодчество города на самый передовой уровень. 1930-е годы отмечены взрывным развитием театральной и кинематографической жизни.

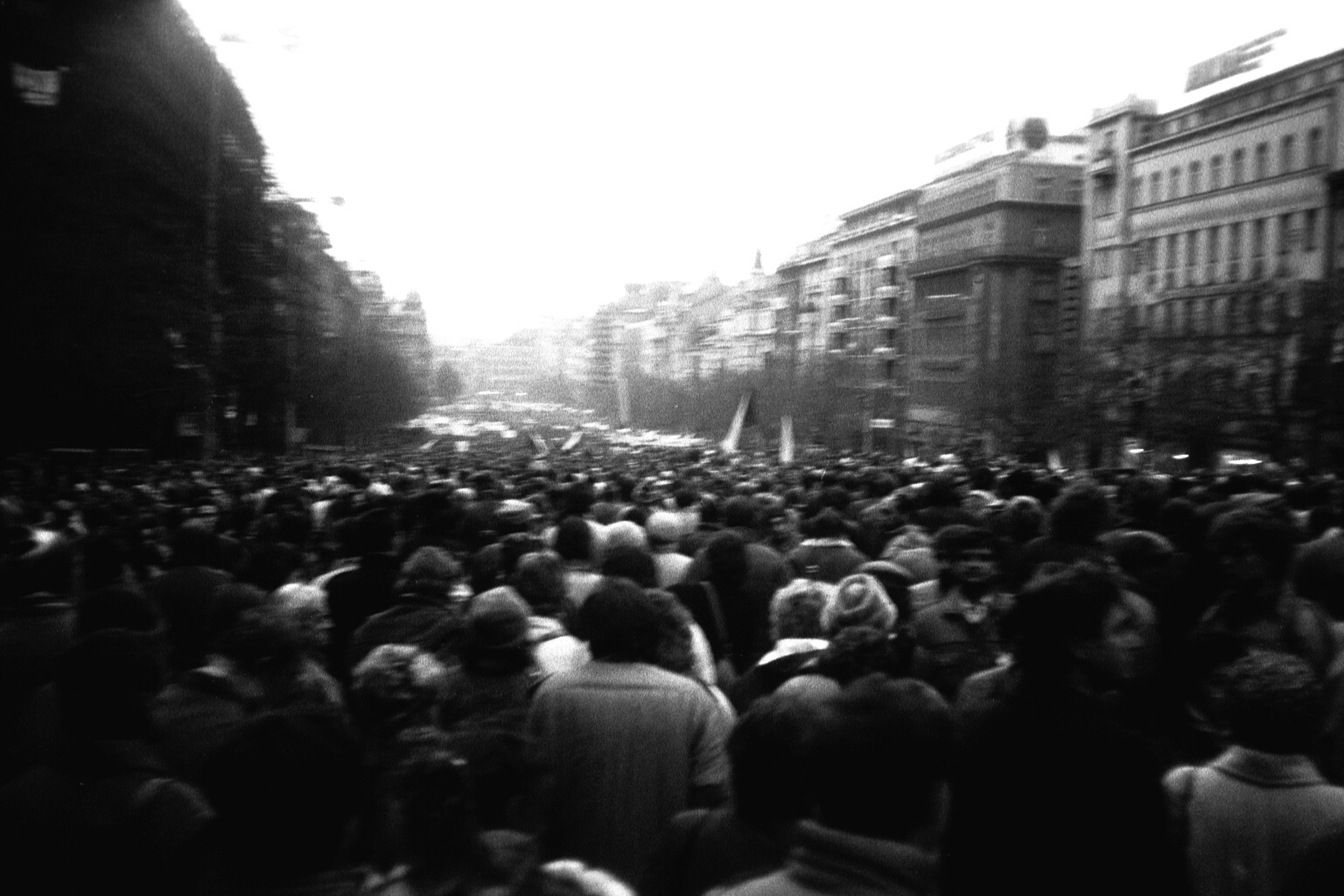
Бархатная революция в Праге, 1989 год

События Второй мировой войны привели к тому, что Прага, в которой в течение многих веков вместе проживали чехи, немцы и евреи, фактически стала моноэтничным городом. Многие видные политические и культурные деятели подверглись репрессиям как от нацистского, так и коммунистического режима и были казнены, брошены в тюрьмы, либо вынуждены эмигрировать. Две наиболее массовые волны эмиграции связаны с приходом коммунистической партии к власти в феврале 1948 года и вторжением войск стран-членов Варшавского договора во главе с СССР в августе 1968 года. Военные потери населения привели к тому, что предвоенная численность была восстановлена только к 1960 году. Впоследствии территориальный и демографический рост происходил, главным образом, за счёт дальнейшего присоединения окрестных населённых пунктов в 1968 и 1974 годах, в результате число жителей одно время превышало 1200 тыс. человек. В последние годы наблюдается его уменьшение вследствие переселения жителей из скученных центральных районов в пригородные посёлки.
В послевоенный период продолжилось развитие инфраструктуры и благоустройства. Вместе с тем стремление к скорейшему решению жилищной проблемы, как и в других социалистических странах, привело в 1950—1980-е годы к появлению на окраинах города доступного жилья — невыразительных микрорайонов из панельных домов повышенной этажности, отличавшихся скромными размерами жилой площади квартир, невысоким уровнем коммунальных удобств и низкой эксплуатационной экономичностью. При этом многие ценные исторические здания в центре города оказались обделены вниманием и подвергались медленной деградации. Положение удалось исправить только в последнее время, когда большинство зданий обрело хозяина, часто в лице наследников прежних владельцев. Многие жилые районы, включая находящиеся в непосредственной близости к центру города (в частности, Жижков, Карлин, Смихов, Винограды), были почти целиком реконструированы, а располагающееся в них жильё приобрело престижный статус.
В августе 2002 года Прага сильно пострадала от катастрофического разлива реки Влтавы, в результате которого была затоплена значительная часть города и на несколько месяцев выведен из строя метрополитен. 

## Физико-географическая характеристика
Прага раскинулась вдоль обоих берегов реки Влтавы. Протяжённость реки в черте города: 29,8 км, средняя глубина 2,75 м, максимальная 10,5 м. Во Влтаву на всей территории Праги впадает одна единственная река (Бероунка, левый приток), пять ручьёв на левом берегу и четыре — на правом, вдоль левого берега располагается канал Чертовка. Город расположен на пяти холмах (по данным PIS — пражской информационной службы — на девяти), разделённых рекой. На ней девять островов.

### Климат
Прага расположена в центральной части страны, поэтому на её климат влияют как океанические, так и континентальные системы. В Праге океанический климат с влажным континентальным влиянием, а это означает, что температура смягчается близлежащим океаном и имеет четыре чётко выраженных сезона.
Зимний сезон в Праге относительно холодный, температура колеблется около нуля. В этот период в городе очень мало солнечного света, а снежный покров появляется с середины ноября до конца марта. Хотя снежные скопления более 200 мм случаются нечасто, в городе иногда случаются сильные метели, которые серьёзно нарушают повседневную жизнь. Тем не менее, есть также несколько периодов умеренных температур зимой, которые дают передышку от холода.
Напротив, лето в Праге солнечное и тёплое, со средней высокой температурой 26 ° C . Несмотря на тёплые дневные температуры, ночи могут быть довольно прохладными даже летом. Город является популярным туристическим направлением в летние месяцы, и посетители могут насладиться многочисленными мероприятиями и фестивалями на открытом воздухе, которые проходят по всему городу.
В Праге выпадает чуть более 500 мм  осадков в год, что делает его одним из самых засушливых городов Чешской Республики. Низкое количество осадков связано с его расположением в тени от дождя близлежащих Судет и других горных хребтов. Зима — самый сухой сезон, а поздняя весна и лето могут сопровождаться сильными дождями, особенно в виде грозовых ливней.
Между серединой октября и серединой марта в Праге обычны температурные инверсии, что может привести к туманным и холодным дням с умеренным загрязнением воздуха. В городе также ветрено, с обычными устойчивыми западными ветрами и средней скоростью ветра 16 км / ч, что часто помогает сломать температурные инверсии и очистить воздух в холодные месяцы.
Короче говоря, климат Праги характеризуется четырьмя ярко выраженными сезонами, с относительно холодной зимой и тёплым летом. В городе мало осадков из-за его расположения в тени от дождя близлежащих горных хребтов. Посетители Праги могут столкнуться с температурными инверсиями, туманными и холодными днями и умеренным загрязнением воздуха в зимние месяцы. Тем не менее, ветреные условия города и множество мероприятий на открытом воздухе делают его популярным туристическим направлением круглый год.
| Показатель | Янв.  | Фев.  | Март  | Апр. | Май  | Июнь | Июль | Авг. | Сен. | Окт. | Нояб. | Дек.  | Год   |
| --- | ----- | ----- | ----- | ---- | ---- | ---- | ---- | ---- | ---- | ---- | ----- | ----- | ----- |
| Абсолютный максимум, °C | 17,4  | 19,2  | 22,9  | 30,7 | 32,8 | 37,7 | 37,8 | 36,8 | 33,1 | 27,8 | 19,5  | 17,7  | 37,8  |
| Средний суточный максимум, °C | 4,0   | 5,5   | 10,0  | 16,0 | 21,0 | 24,4 | 26,6 | 26,0 | 20,3 | 14,4 | 8,5   | 4,8   | 15,0  |
| Средняя температура, °C | 1,6   | 3,0   | 6,4   | 11,6 | 16,1 | 19,7 | 21,6 | 21,1 | 16,2 | 11,0 | 6,3   | 2,4   | 11,5  |
| Средний суточный минимум, °C | −0,6  | −0,0  | 3,0   | 7,0  | 11,3 | 14,8 | 16,6 | 16,1 | 12,2 | 8,0  | 4,0   | −0,6  | 7,7   |
| Абсолютный минимум, °C | −27,5 | −27,1 | −27,6 | −8   | −2,3 | 1,9  | 6,7  | 6,4  | 0,7  | −7,5 | −16,9 | −24,8 | −27,6 |
| Норма осадков, мм | 22    | 23    | 28    | 28   | 73   | 66   | 79   | 65   | 42   | 27   | 30    | 28    | 509   |
| Источник: http://climaintoscana.altervista.org/europa/repubblica-ceca/praha-klementinum/ Погода и Климат и Чешский метеорологический институт |       |       |       |      |      |      |      |      |      |      |       |       |       |

## Административное деление
Общая площадь территории Праги в административных границах города составляет 496,07 км², при этом на долю застройки приходится всего лишь 48,71 км². Основную часть, как ни странно, занимают земли сельскохозяйственного назначения — 209,84 км² (в том числе пашня — 154,30 км², фруктовые сады и огородные участки — 46,81 км², луга — 8,68 км² и даже виноградники — 0,10 км²). Кроме того, в черте города находится 49,20 км² лесов.
Прага в настоящее время подразделяется на 22 административных округа и 57 городских частей (основной субъект местного самоуправления) в их составе. Однако с точки зрения почтового, избирательного, судебного и полицейского административного законодательства она по-прежнему (с 1960 года) делится на 10 городских округов.

## Местное самоуправление
Главой города является приматор Праги, который избирается сроком на 4 года на первом заседании Пражского городского собрания после прошедших муниципальных выборов. В случае, если глава города не будет избран в течение полугода, министерство внутренних дел назначает специального чиновника, который управляет городом до новых выборов. Приматор также возглавляет Пражский городской совет, который также избирается Пражским городским собранием. Совет является исполнительным органом города, обеспечивает управление городом в соответствии с бюджетом, утвержденным собранием, принимает решение о распределении субсидий до определённого размера, утверждает наименование и переименование улиц и общественных пространств. Он также издает постановления которые входят в его юрисдикцию.

## Население
| 1378       | 1500       | 1610       | 1798       | 1869       | 1869       | 1880       | 1880       | 1880       |
| ---------- | ---------- | ---------- | ---------- | ---------- | ---------- | ---------- | ---------- | ---------- |
| 40 000     | ↘30 000    | ↗60 000    | ↗79 000    | ↗270 389   | ↘157 713   | ↗350 000   | ↘349 574   | ↘162 323   |
| 1890       | 1900       | 1910       | 1921       | 1930       | 1930       | 1950       | 1950       | 1961       |
| ↗437 388   | ↗559 440   | ↗667 693   | ↗729 820   | ↗950 484   | ↘848 823   | ↗932 659   | ↗1 057 570 | ↗1 133 056 |
| 1961       | 1970       | 1980       | 1980       | 1991       | 1991       | 2001       | 2011       | 2013       |
| ↘1 005 379 | ↗1 140 795 | ↗1 182 186 | →1 182 186 | ↗1 214 174 | →1 214 174 | ↘1 169 106 | ↗1 268 796 | ↘1 246 780 |
| 2015       | 2016       | 2017       | 2018       | 2019       | 2020       | 2021       | 2021       | 2022       |
| ↗1 259 079 | ↗1 267 449 | ↗1 280 508 | ↗1 294 513 | ↗1 308 632 | ↗1 324 277 | ↗1 335 084 | ↘1 301 432 | ↘1 275 406 |
| 2023       | 2024       | 2025       |            |            |            |            |            |            |
| ↗1 357 326 | ↗1 384 732 | ↗1 397 880 |            |            |            |            |            |            |

На 31 декабря 2006 года численность жителей города составляла 1188,1 тыс. человек (преобладает женское население: на 48 мужчин приходится 52 женщины). За последние[неопределённость] годы население Праги возросло на 6,5 тыс. человек, в том числе на 0,25 тыс. за счёт естественного прироста, который впервые с конца 1970-х годов оказался положительным, и на 6,25 тыс. за счёт миграции (в том числе и из РФ). При этом численность населения города чешской национальности вследствие миграции уменьшилась на 4,5 тыс. человек (явление субурбанизации), а лиц иностранного происхождения увеличилась на 10,75 тыс. человек. Максимальный прирост численности отмечен среди граждан Украины (чуть менее половины всего прироста), России и Вьетнама. В результате общее число иностранных граждан, постоянно или временно проживающих в Праге, превысило 100 тыс. человек, в том числе граждане Украины около 35 тыс., Словакии около 15 тыс., России около 10 тыс., Вьетнама около 6 тыс. жителей. Примерно 28 % из иностранных жителей имеют постоянное место жительства в Чехии, остальные находятся в стране на основании долгосрочных виз.
По возрастному составу 12,3 % жителей Праги находятся в возрасте 0—15 лет, 72,1 % в возрасте 15—65 лет и 15,6 % старше 65 лет. Почти 900 жителей имеют возраст более 100 лет. В структуре населения до 40 лет небольшое численное преобладание имеют мужчины, после 45 лет — женщины (для возрастной группы старше 80 лет двукратное и более).
Государственным языком является чешский, им владеет практически всё население города, широкое распространение также имеют словацкий (его понимает абсолютное большинство чехов), немецкий, русский и английский. Здесь до сих пор можно услышать идиш.
Большая часть верующих, около 70 % исповедует католицизм. По данным переписи 2001 года более 67 % жителей Праги являются атеистами, а ещё порядка 8 % не смогли однозначно ответить на данный вопрос.

## Экономика

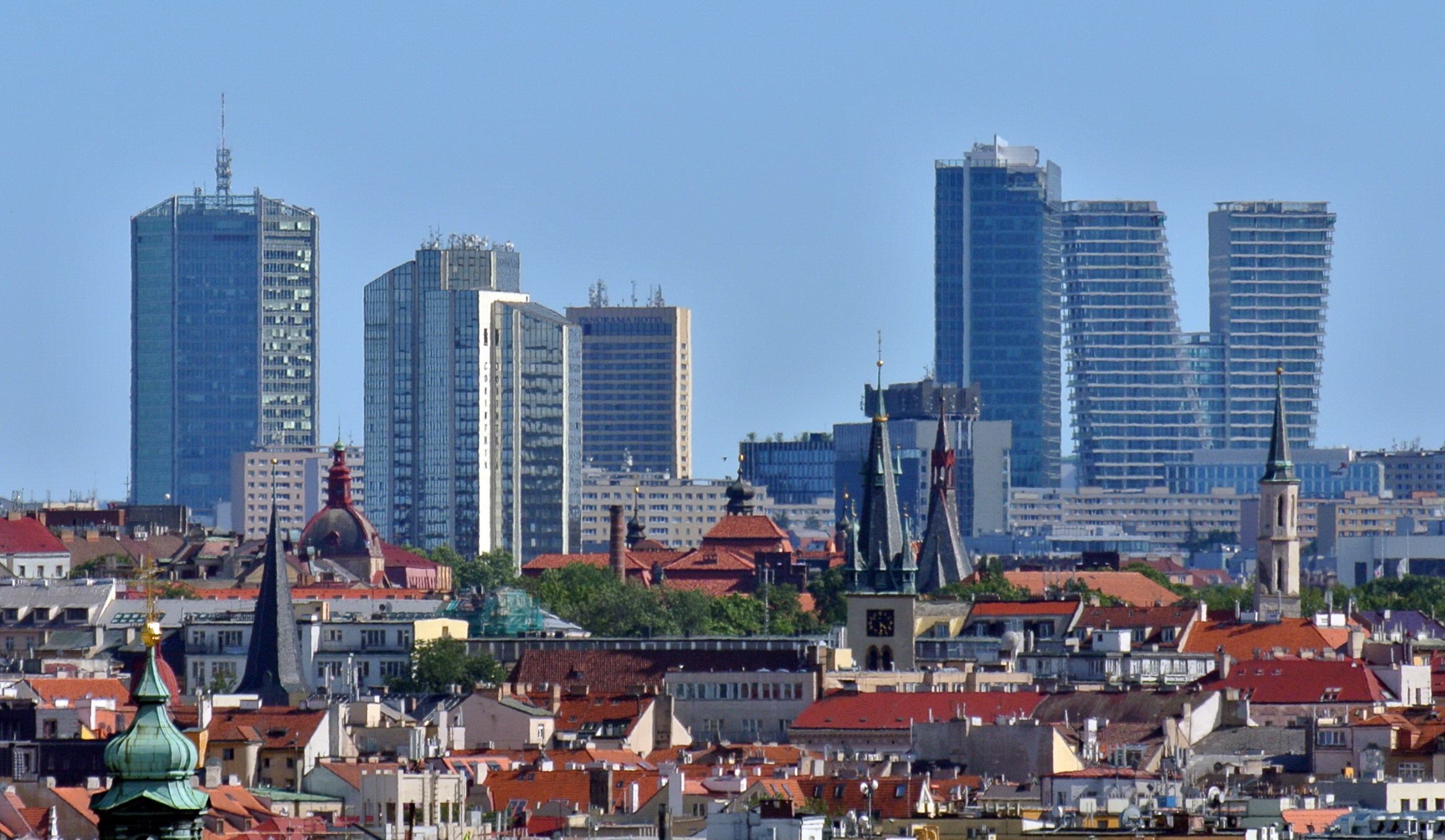
Деловой район Панкрац

Из отраслей промышленности в Праге развиты машиностроение (станкостроение, транспортное, электротехническое и др.), химическая, текстильная, швейная, полиграфическая, пищевая.
В городе сохранилась, судя по всему, последняя в мире действующая система городской пневматической почты, появившаяся впервые в 1887 году. Во время наводнения 2002 года несколько станций были повреждены, и система перестала работать. Чешская почта собирается отреставрировать её и вновь ввести в действие. Помимо музейно-исторического значения, такая система имеет прикладной характер: так, например, телеграмма или мелкий пакет с почтамта в Новом городе могут быть доставлены на Пражский град в течение 3-5 минут, что существенно быстрее любого другого вида транспорта, включая курьерскую службу.
Среднемесячная заработная плата в 2007 году составила 35 115 крон в предпринимательском секторе и 27 385 крон в непредпринимательском (в основном, бюджетном) секторе, что больше показателя 2006 года на 2 416 крон (7,4 %) и 385 крон (1,4 %) соответственно. Традиционно в городе оплата труда выше, чем в среднем по Чехии и её отдельным краям. Так, в центральной Чехии средняя заработная плата в предпринимательском секторе за 2007 год составила 25 432 крон (72,4 % от пражского показателя) и 22 686 крон в непредпринимательском (82,8 %).

### Туризм

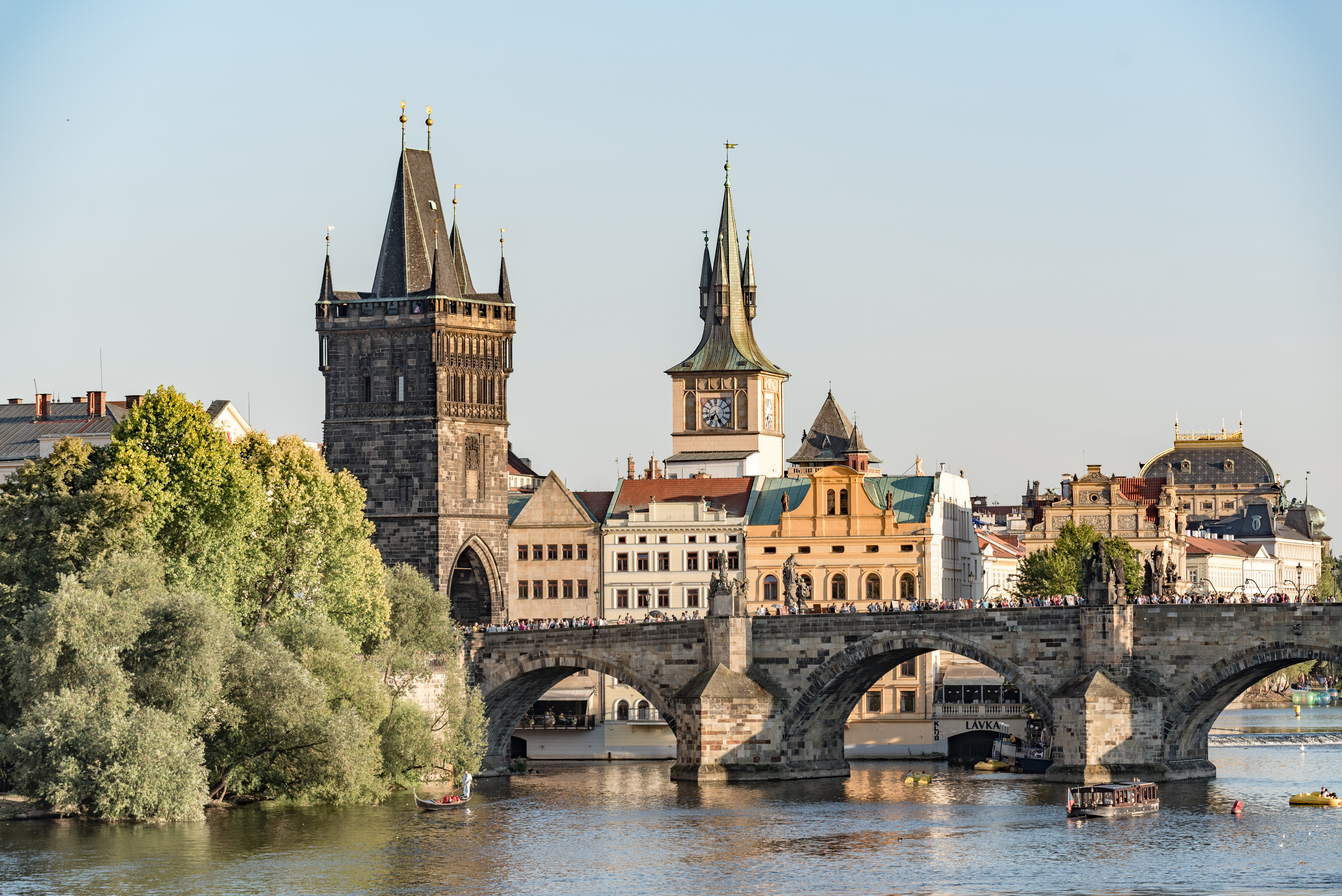
Карлов мост, загруженный толпами туристов

После начала рыночных реформ туризм оказался наиболее быстрорастущей отраслью города. Буквально за несколько лет Прага превратилась из малоизвестного в масштабах Европы города в настоящую мекку туристов. По данным Всемирной туристической организации к 2005 году она вышла на шестое место в Европе по числу посещений после Лондона, Парижа, Рима, Мадрида и Берлина. Этому способствовало прежде всего быстрое развитие гостиничной сети города, увеличившейся в несколько раз. К началу 2007 года в нём насчитывалось 29 пятизвёздочных, 126 четырёхзвёздочных и более 250 трёхзвёздочных отелей, число мест в которых достигает 90 тыс., а также 4 отеля, оборудованные в поставленных у причала пассажирских теплоходах, несколько мотелей для автомобилистов и огромное число пансионов, хостелов, молодёжных общежитий, кемпингов и апартамент-отелей. По данным рейтинга всемирно известного туристического оператора The TripAdvisor Travelers’ Choice в 2006 году два пражских отеля Riverside Hotel и Hotel La Palais включены в число десяти наиболее роскошных отелей мира.
В настоящее время более 110 тысяч жителей Праги (около 20 % экономически активного населения) работают в отраслях, так или иначе связанных с обслуживанием въездного и внутреннего туризма. Общее число туристов, посетивших город, превысило в 2018 году 7,5 млн человек, при этом средний турист провёл в гостиницах 3,7 ночи, что также несколько превышает среднеевропейский уровень. Вместе с тем отмечается, что Прага далеко не исчерпала потенциал своего развития, имея все возможности привлекать гораздо больше гостей в связи с проведением культурных, спортивных, общественно-политических, экономических, научных и других международных массовых мероприятий.

## Транспорт
Прага является также важным узлом международного автомобильного транспорта. В ней сходятся автомагистрали D1 Прага — Брно (— Братислава) — Острава (— Катовице — Варшава), D5 Прага — Пльзень (— Нюрнберг), D8 Прага — Усти-над-Лабем (— Дрезден — Берлин) и D11 Прага — Градец-Кралове (в дальнейшем планируется её продолжение до Щецина и Оломоуца), а также несколько скоростных шоссе. В настоящее время ведётся строительство магистрали D3 Прага — Ческе-Будеёвице (— Линц). Вместе с тем отсутствие полноценной окружной трассы вокруг города в условиях многократно возросших международных транзитных автоперевозок приводит к повышенной нагрузке на внутригородские коммуникации, загрязнению окружающей среды и транспортным пробкам. Ввод в строй кольцевой автострады на всём её протяжении ввиду сложного рельефа в окрестностях Праги (необходимость в сооружении нескольких туннелей общей протяжённостью более 6 км) и спорам, связанным с землевладением, был запланирован на срок не ранее 2013 года.

### Городской

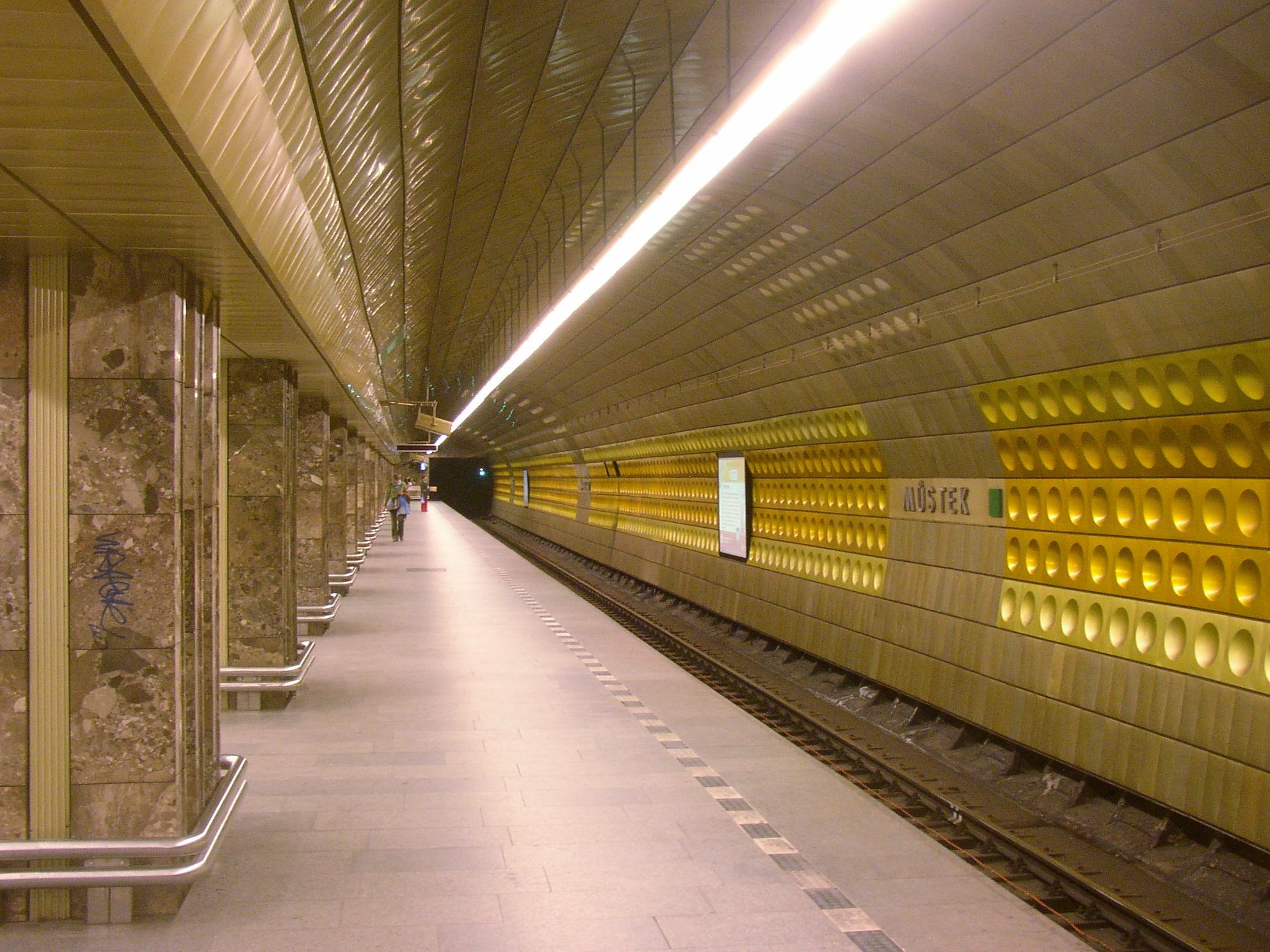
Пражское метро

Городской транспорт Праги включает в себя систему метрополитена, трамваев, троллейбусов и автобусов. Метрополитен состоит из 61 станции и трёх линий общей протяжённостью 59,3 км, различаемых буквами и цветом: зелёная А (станция «Депо Гостиварж» (чеш. Depo Hostivař) — станция «Больница Мотол» (чеш. Nemocnice Motol), жёлтая В (станция «Черны Мост» (чеш. Černý Most) — станция «Зличин» (чеш. Zličín), красная С (станция «Летняны» (чеш. Letňany) — станция «Гайе» (чеш. Háje). В настоящее время в стадии подготовки находится проект строительства четвёртой линии D, соединяющей Главный вокзал с южными районами Либуш и Писнице.
Город обладает развитой сетью трамвайных линий общей длиной 136 км. После нескольких десятилетий стагнации, когда раздавались голоса за полную ликвидацию трамвая в чешской столице, в последнее время положение меняется к лучшему: построены новые современные линии скоростного трамвая в районы Модржаны и Баррандов, есть планы его возвращения на Вацлавскую площадь и дальнейшего расширения сети в новых районах. Трамвайная сеть покрывает большую часть города, многие маршруты диаметральные, соединяющие противоположные окраины через центр. Существуют трамвайные и автобусные маршруты, которые работают только ночью и соединяют центр с окраинами, покрывая практически весь город.
Всего в городе на 1 февраля 2014 года, включая ночные, насчитывается 32 трамвайных маршрута, 200 автобусных и 3 линии метро, на которых работают 971 трамвай, 1300 автобусов и 202 вагона метро. Помимо этого, в городе есть фуникулёр, поднимающий туристов на Петршинский холм, и шесть паромных переправ через Влтаву. Кроме того, в систему интегрированного общественного транспорта включены участки пригородных железных дорог внутри города, позволяющие пользоваться едиными проездными документами. Планом развития Праги предусмотрено превращение довольно развитой железнодорожной сети в цельную систему городского рельсового транспорта наподобие берлинской S-Bahn со строительством новых станций и остановочных пунктов.
Оплата проезда в городском транспорте предварительная. Основной (базовый) талон за 40 крон — пересадочный. От момента компостирования действует в течение 90 минут днём и ночью на всех видах городского транспорта (в метро, трамвае, автобусе, фуникулёре, на пароме) столичного транспортного предприятия (чеш. Dopravní podnik hl. m. Prahy) и в пригородных пассажирских поездах линий S в черте города (тарифные пояса P и 0). Есть талон лимитированный (для коротких поездок) за 30 крон, также пересадочный (от момента компостирования действует 30 минут). Существуют талоны, действующие 1 день (24 часа) и 3 дня. Бесплатный проезд предоставляется для детей до 6 лет и пенсионеров после 70 лет. Детский тариф от 6 до 15 лет: половина стоимости взрослого. При соблюдении особых условий транспортного предприятия (бумажный или электронный именной проездной документ, подробнее на сайте DPP) дети до 15 лет и пенсионеры старше 65 могут ездить бесплатно, а пенсионеры от 60 до 65 лет за половину тарифа. При входе в транспортное средство или перед эскалатором метро (или на вокзале, если начало поездки на поезде) необходимо прокомпостировать талон в жёлтом аппарате (только один раз при первом входе). Турникеты в метро отсутствуют, контроль осуществляется внутри станций и в поездах. Постоянные пассажиры могут воспользоваться месячными, квартальными и годовыми проездными документами.

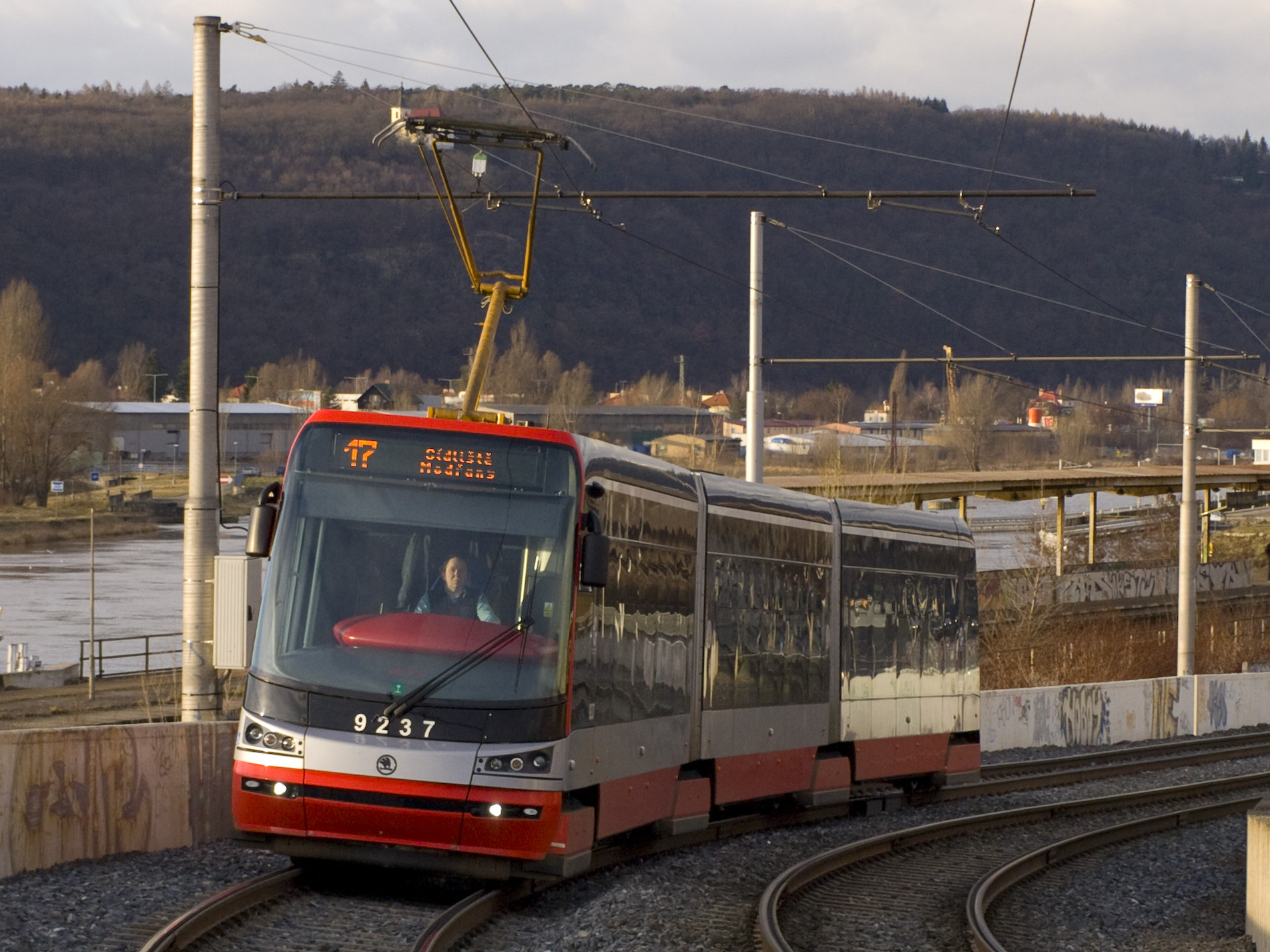
Пражский трамвай

По данным исследования перевозчика DPP, обеспечивающего функционирование общественного транспорта в Праге, в среднем в ноябре 2008 года пражское метро перевозило 1 198 579 пассажиров в день. Самой загруженной линией являлась линия C, которая обслуживала в день 518 291 пассажиров. Линии B и A обслуживали соответственно 404 256 и 276 032 пассажиров в день. Из станций самой загруженной оказалась станция I. P. Pavlova линии C, по которой средний пассажирооборот в ноябре составлял 118 647. Далее идёт станция линии A Dejvická, со 117 726 пассажирами в день. Наименьший пассажирооборот был зафиксирован на станции Kolbenova линии B, в среднем 5138 пассажиров в день.
Ежегодно Прага дотирует основное предприятие общественного транспорта Праги Dopravní podnik hl. m. Prahy, a.s. (DPP) в среднем на 12 млрд крон.
Междугородные и международные автобусные рейсы в Праге направляются не на один автовокзал, а распределены по нескольким автобусным станциям: центральная станция Флоренц, станции Прага-Голешовице, Прага-Чёрный мост, Прага-Зличин и другим.
В прошлом (1936—1972 годы) Прага имела сеть троллейбусных линий с 11 маршрутами, однако в ходе строительства метро и развития автомобилизации в условиях невысоких цен на бензин их сохранение было признано нецелесообразным. Неоднократно предлагавшиеся в последнее время проекты её восстановления пока не нашли положительного отклика руководства города, однако в 2017 году в городе началась первые испытательные шаги по восстановлению троллейбусного движения.
Развит прогулочный водный транспорт. Здесь используются речные трамвайчики типа «Москва» советского производства, речные трамвайчики BiFa Typ III восточногерманского производства и разнообразные исторические суда, в том числе пароходы.
В настоящее время всё большее значение приобретает автомобильный транспорт, включая личный легковой. Прага стала первым городом в Восточной Европе, превысившим уровень 500 автомобилей на 1000 человек населения. Это привело к значительной нагрузке на дорожную и уличную сеть города и к длительным заторам и пробкам на основных коммуникациях. Положение предполагается исправить посредством полного запрета на въезд личного транспорта в исторический центр города, взиманием платы за въезд в центральные районы, дальнейшим развитием и повышением комфортности общественного транспорта с устройством доступных накопительных стоянок у важнейших транспортных узлов и станций метро, а также строительством внутригородского и внешнего транспортных колец.

### Железнодорожный и воздушный

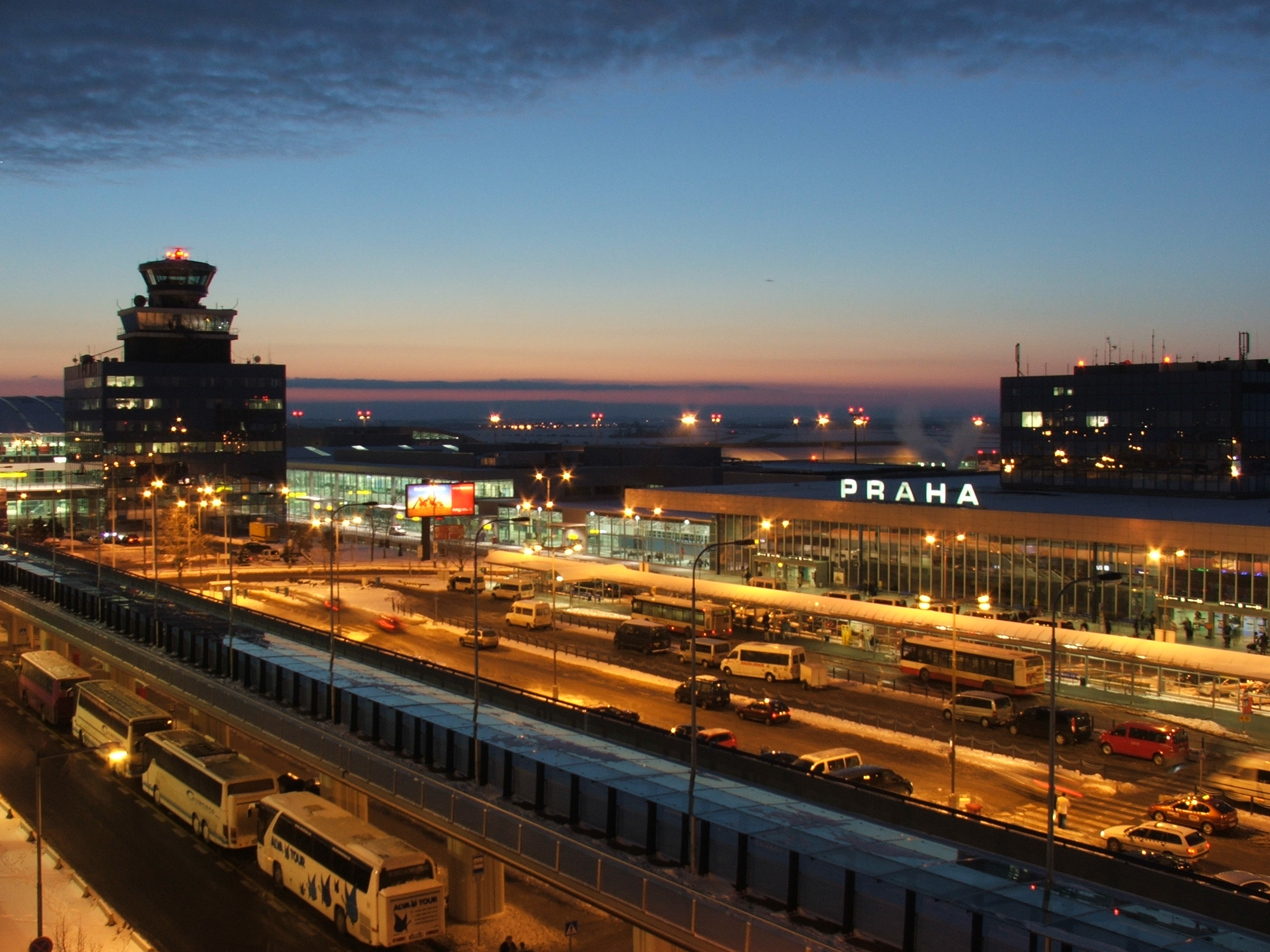
Аэропорт имени Вацлава Гавела

В Праге действует современный аэропорт имени Вацлава Гавела в районе Прага-6. В нём в сутки приземляется до 630 самолётов из Европы, Азии, Африки и Северной Америки. Пассажирооборот аэропорта в 2017 году превысил 15 млн человек. В 2007 году на церемонии World Airport Awards аэропорт Рузине был признан лучшим аэропортом Центральной и Восточной Европы. Принято решение о строительстве пассажирского терминала аэропорта Водоходы в 15 км к северу от центра Праги.
Основные поезда, следующие в Прагу, прибывают на Главный железнодорожный вокзал, также называемый Вокзалом президента Вильсона, находящийся в центре города (ул. Wilsonova 8/300 на границе между округами Прага 1 и Прага 2). Он был открыт в декабре 1871 года. Историческое здание с куполом построено в 1909 году архитектором Иосифом Фантой в стиле модерн. Тогда же возведено и двухнефное стальное арочное перекрытие перронов, первое в землях Королевства Чешского. Современные вокзальные помещения с билетными кассами, залами ожидания и торговыми учреждениями соединены с входом на одноимённую станцию метро и находятся под уличным уровнем (строились с 1972 по 1979 год, реконструкция прошла с 2006 по 2012 год). До 1919 года вокзал назывался Вокзалом Франца-Иосифа I. Затем до 15 февраля 1940 года и с 1948 до 1953 года вокзал носил имя Томаса Вудро Вильсона, в 1990 году обновлено, в честь президента США, настаивавшего на создании независимой Чехословакии. В период с 1940 по 1948 и с 1953 по 1990 год назывался Главным вокзалом. Также в Праге действует вокзал имени Масарика, построенный в 1844 году по проекту архитектора Антонина Юнглинга и обслуживающий в основном местные железнодорожные перевозки. Северное направление обслуживает транзитный вокзал в Голешовице, а западное — вокзал в Смихове.

## Образование
По состоянию на начало 2005—2006 учебного года в Праге насчитывалось 302 детских сада, в том числе 12 частных, 215 базовых школ с 9-летней программой обучения, включая 10 частных, 137 специальных школ, в основном, для учащихся с теми или иными нарушениями здоровья, 35 музыкально-художественных школ, 60 гимназий; в том числе 25 частных, 95 средних технических школ (аналог техникума), включая 46 частных, 50 средних специальных школ (по нетехническим специальностям), из них 20 частных и 36 высших специальных школ, как правило, с 3-летним курсом обучения, дающих неполное высшее образование (соответствует уровню бакалавра), включая 22 частные.
В Чехии поступить в гимназию можно после 5, 7 или 9 класса общеобразовательной школы. Соответственно обучение будет длиться 8, 6 или 4 года. Данный тип учебного заведения специализируются на подготовке к поступлению в ВУЗы и считается самым престижным видом среднего образования.

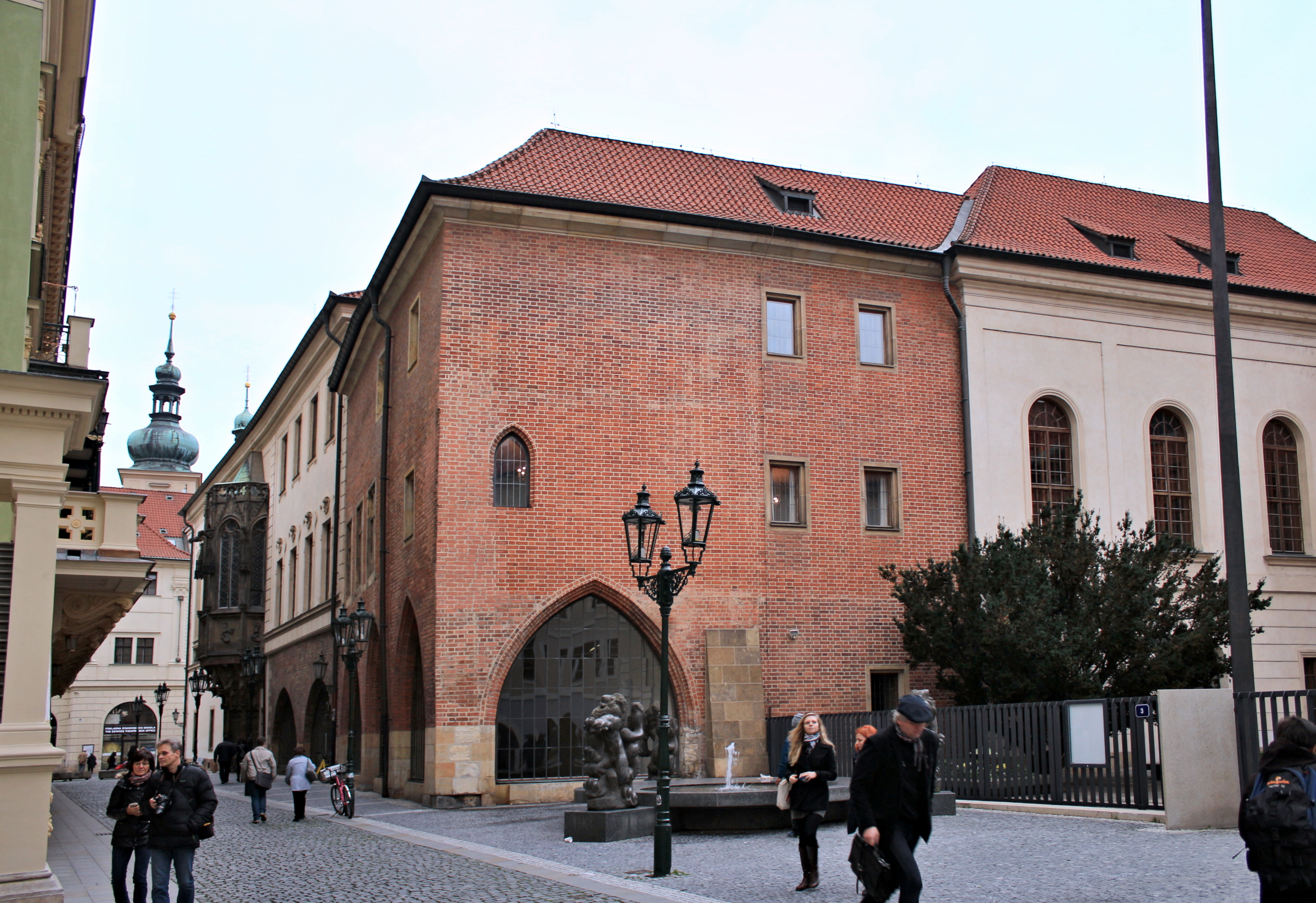
Карлов университет, историческое здание конца XIV века.

Город является признанным центром высшего образования Чехии и Восточной Европы. В настоящее время в нём насчитывается 8 высших учебных заведений, финансируемых из государственного бюджета:
- Карлов университет основан в 1348 году, самый старый университет «к северу от Альп и к востоку от Рейна», 49 тыс. студентов и аспирантов;
- Чешский технический университет основан в 1707 году, первое высшее гражданское техническое учебное заведение в мире, 23,5 тыс. студентов и аспирантов;
- Высшая школа экономики основана в 1919 году, 16 тыс. студентов и аспирантов;
- Чешский агротехнический университет основан в 1952 году, 14,5 тыс. студентов и аспирантов;
- Высшая химико-технологическая школа основана в 1920 году, 3,9 тыс. студентов и аспирантов;
- Академия музыкального искусства помимо собственно музыкального факультета (HAMU[чеш.]), готовит специалистов в области кино и телевидения (FAMU), а также театрального искусства (DAMU); основана в 1945 году, 1,2 тыс. студентов и аспирантов;
- Высшая школа прикладного искусства основана в 1885 году, обучение по специальностям архитектура, прикладное искусство и дизайн, 450 студентов и аспирантов;
- Академия изобразительного искусства основана в 1799 году, 250 студентов и аспирантов.

Кроме того, в Праге насчитывается 21 высшее учебное заведение, принадлежащие частным компаниям или фондам, которые, в основном, готовят специалистов в области коммерции, менеджмента и юриспруденции. Наиболее крупными из них являются Университет им. Я. А. Коменского, Высшая школа финансов и административного дела и Институт банковского дела (все вместе обучают более 3 тысяч студентов). Общее число студентов в университетах и высших школах составляет более 130 тыс. человек, или почти 12 % её населения.

## Спорт
Ежегодно в Праге проводится множество спортивных соревнований. Среди них можно выделить Пражский марафон и Пражский полумарафон. В городе базируются футбольные клубы «Виктория», «Дукла», «Богемианс», «Славия» и «Спарта» и хоккейные клубы чешской экстралиги «Спарта» и «Славия».
В 1920—1930 годах в Праге был построен крупнейший в мире, 202×310 м, универсальный Страговский стадион с трибунами на более чем 200 тыс. мест, использовавшийся для проведения вначале слётов чешского физкультурно-патриотического общества «Сокол», а затем спартакиад. По своей вместимости с ним может соперничать только стадион для проведения автогонок в американском Индианаполисе. В 1932 году на острове Штванице построен первый в Европе стадион с искусственным льдом, место проведения четырёх чемпионатов мира по хоккею с шайбой.

## Культура

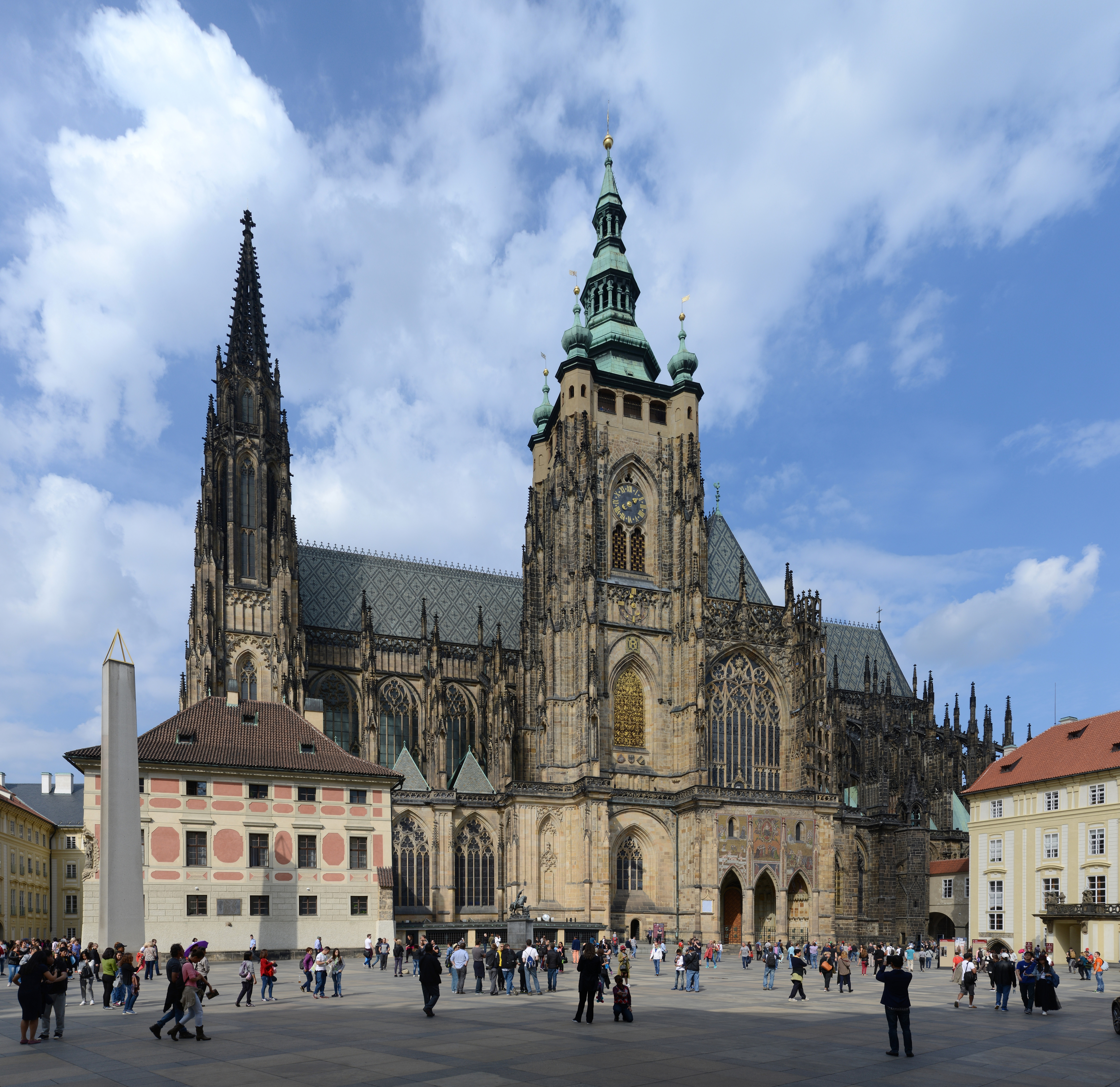
Собор Святого Вита

Прага является традиционным европейским культурным центром, местом проведения многих известных мероприятий мирового значения: международные музыкальные фестивали «Пражская весна» и «Дворжаковская Прага», Prague Proms, Пражский писательский форум, Международный фестиваль документального кино о правах человека «Один мир», Пражский фестиваль экспериментального искусства, Всемирный фестиваль цыганского искусства, Международный конкурс-фестиваль детско-юношеского творчества «Волшебные звёзды Праги» и другие.

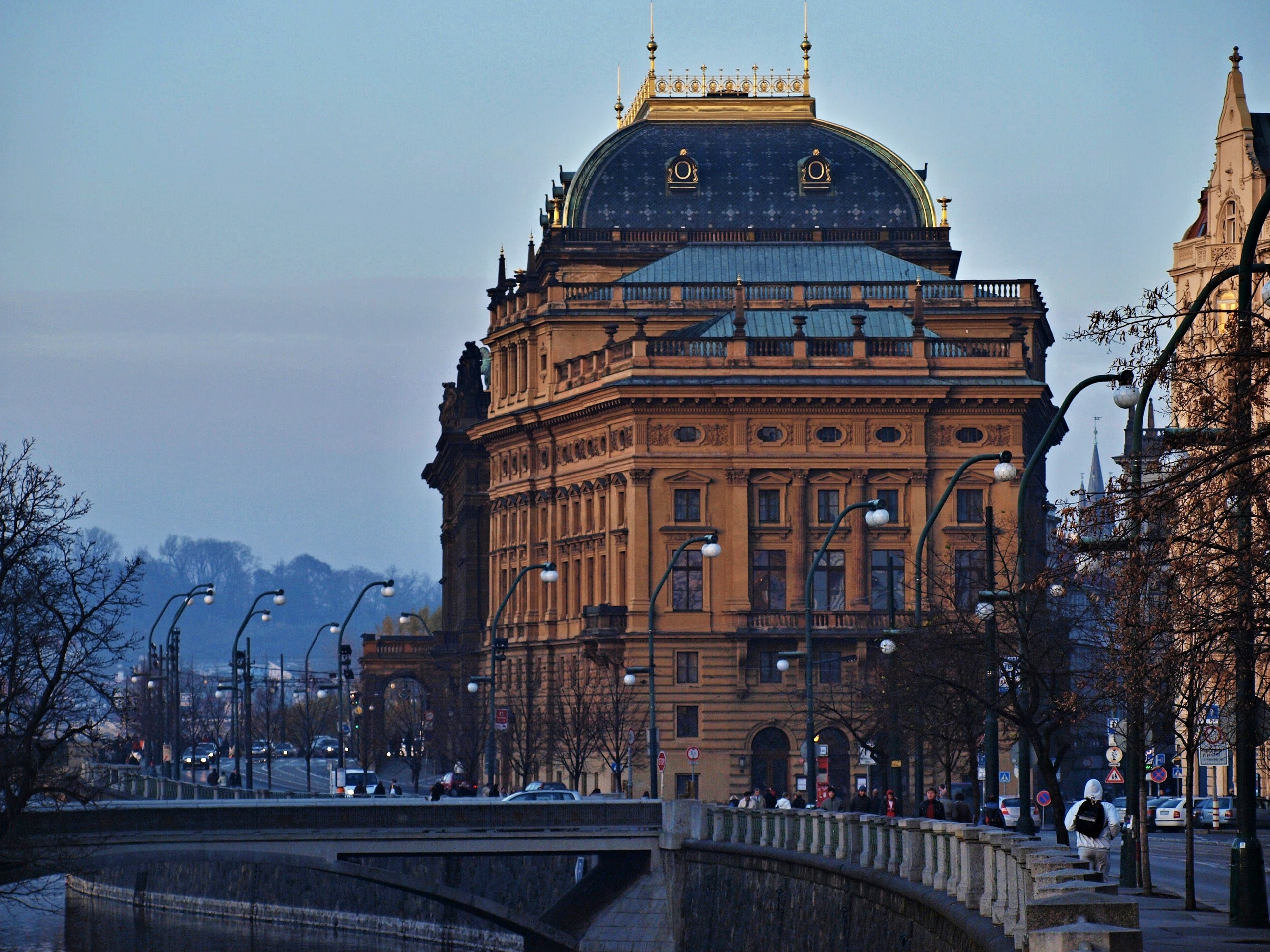
Национальный театр

К наиболее известным центрам пражской культурной жизни относятся Национальный театр, концертный зал и галерея «Рудольфинум» (резиденция Чешского филармонического оркестра), Общественный дом, Государственная опера Праги (с 2011 года часть Национального театра), Театр «Латерна магика», Театр Спейбла и Гурвинека, Национальный музей, Национальный технический музей, музей им. Напрстека (музей азиатского, африканского и американского искусства), вилла «Бертрамка» (дом-музей В. А. Моцарта), Национальная галерея.
Всего в городе насчитывается 86 публичных библиотек, 84 театра с постоянной сценой, 34 кинотеатра, 74 музея, 160 художественных галерей и множество концертных залов и музыкальных клубов. В последние годы столица, как и Чехия в целом, приобрела известность как место съёмок многих фильмов американских и европейских кинорежиссёров благодаря развитой кинопромышленности (известная киностудия «Баррандов»), неповторимой средневековой архитектуре, которая часто используется в качестве «городской кулисы», относительно невысоким ценам и льготному налоговому режиму.
В Праге жил раввин Йегуда Лев Бен Бецалель (Махараль), который, по легенде, сотворил самого известного голема. По преданию, голем был сотворён на берегу Влтавы из четырёх стихий. Останки голема до сих пор лежат на чердаке Староновой синагоги, самой старой в Европе, действующей и поныне. В ней сохранён в неприкосновенности стул, на котором раввин сидел во время молитв. Во время экскурсий гиды рассказывают ренессансную притчу о големе, которая была развита в произведениях Карела Чапека и Густава Майринка.

## Архитектура
Прага многими экспертами и туристами признаётся одним из красивейших городов Европы. В числе основных достопримечательностей Праги 18 каменных и стальных мостов, соединяющих берега Влтавы. Один из самых известных, Карлов мост, произведение средневекового зодчества. Шедевром европейской готической архитектуры является собор Святого Вита, строительство которого велось почти 600 лет. Город славится своими фонтанами. Пять центральных исторических районов в 1993 году были включены в число объектов Всемирного наследия ЮНЕСКО как архитектурно-исторический заповедник.

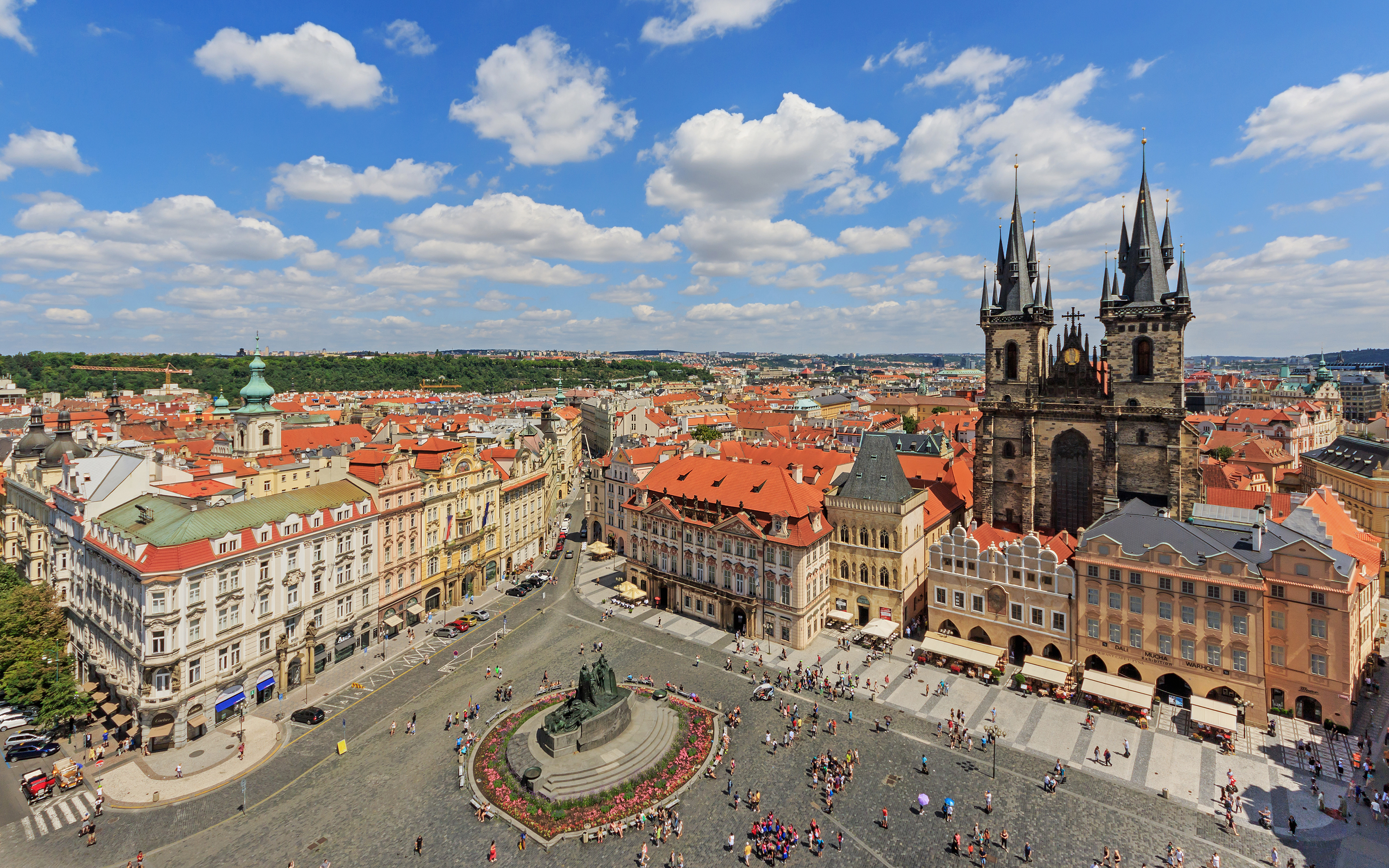
Староместская площадь — один из исторических центров города

- Старе-Место (Старый город) с рыночной площадью (Староместская площадь), ратушей с курантами, Тынским храмом и памятником Яну Гусу.
- Карлов мост.
- Мала-Стра́на (Малый город) с многочисленными дворцами и садами.
- Пражский Град с собором Святого Вита.
- Злата улочка.
- Йозефов (средневековый еврейский квартал-гетто) со Старым еврейским кладбищем, Староновой и Пинкасовой синагогами.
- Средневековая крепость Вышеград.
- Страговский монастырь.
- Пражский зоопарк и ботанический сад с тропической оранжереей в Трое.
- Новый город (Нове Место) с улицей На Пршикопе, Вацлавской площадью и Национальным музеем.
- Петршинская башня, подобная Эйфелевой в масштабе 1:5.
- Телебашня в районе Жижков с кафе, смотровой площадкой и оригинальным скульптурным украшением Давида Черни.
- Метроном в Летенских садах, гигантский механизм, словно парящий над городом.
- Деконструктивистский «Танцующий дом» (архитекторы Фрэнк Гери и Владо Милунич) и другие памятники архитектуры XX века в стиле модерн, кубизм, функционализм и современная архитектура.
- Церкви, например, Церковь Пресвятого Сердца Господня на Виноградах.
- Музеи, здания и места, связанные со знаменитыми пражанами и гостями Праги (композиторы Моцарт, Сметана и Дворжак, художник Муха, писатели Кафка, Гашек, Майринк и др).
- Пороховая башня.
- Тройский замок — на самом деле не замок, а лёгкий летний загородный дворец в стиле барокко.
- Ольшанское кладбище.
- Бронзовый памятник Яну Жижке на холме Витков (высота 9 м, масса 16,5 т), открытый в 1950 году, ныне считается четвёртой по величине бронзовой конной статуей в мире.
- Церковь Девы Марии Снежной.
- Храм святого Мартина в стене.
- Эммаусский монастырь.

### Полицентричность Праги
На сегодняшний день Прага состоит из районов, которые долгое время считались отдельными городами (Старе-Место, Нове Место, Градчаны, Мала-Страна, Вышеград). В прошлом они не только имели различный статус, систему подчинения, управления, финансов и т. д., но зачастую и враждовали между собой, иногда доходя до настоящих военных действий. Первая попытка объединения пражских городов относится к 1518 году, когда горожане Старого Места объединились с Новым Местом, в 1523 году это событие было подтверждено королевским указом Людовика Ягеллонского. Однако уже спустя десять лет, после избрания чешским королём Фердинанда Габсбурга, противоречия между горожанами в отношении его политики привели к их повторному разъединению. Окончательно объединить отдельные города на территории Праги удалось только в 1784 во время правления императора Иосифа II, известного реформатора. История Праги до 1784 года — это история каждого из этих городов, на сегодняшний день её кварталов.

#### Пражский Град

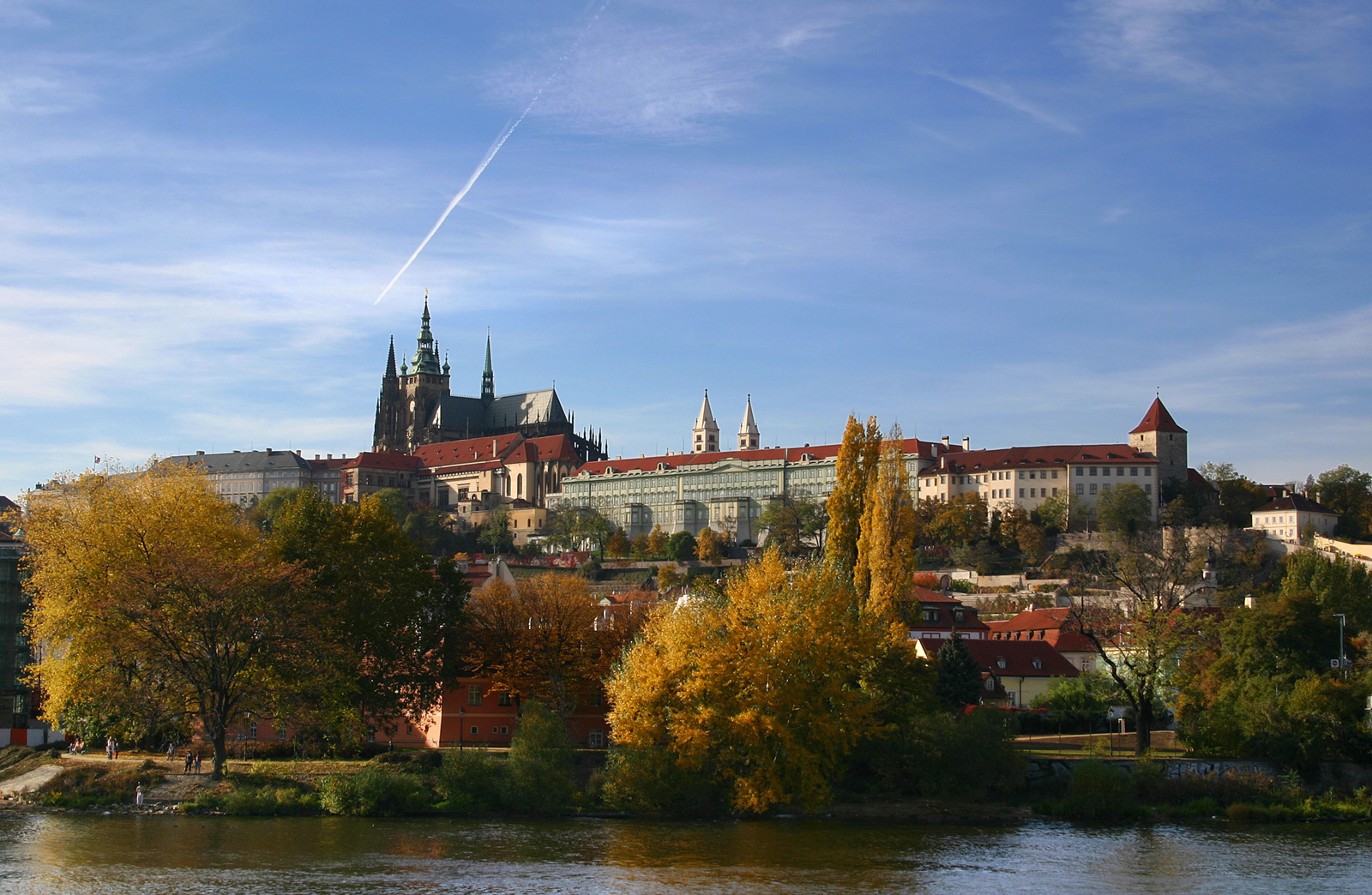
Пражский Град на холме

В конце IX века первый христианский князь Борживой I из рода Пршемысловичей основал здесь княжеское городище, потом ставшее главным местом пребывания правителей этой династии. Резиденция епископа разместилась в Пражском Граде с 973 года. В XII века возникли нынешние крепостные стены с башнями в результате общей перестройки Града Собеславом I. В 1158 году Пражский Град превратился в центр Чешского государства. Наивысший расцвет Пражского Града относится к XIV веку, когда во времена правления Карла IV город стал резиденцией императора Священной Римской империи. В планы Карла IV входило превратить Прагу в крупный европейский центр. В соответствии с этим здесь развернулись широкомасштабные строительные работы. В 1382 году Вацлав IV, наследник короны сын Карла перенёс королевскую резиденцию в Старый город. Однако вместе с Владиславом Ягеллонским двор вернулся в Пражский Град в 1484 году, он начал перестройку Града в стиле поздней готики. В 1526 году Габсбурги, перелицевавшие город в стиле ренессанса, вступили на чешский трон. В 1541 году в результате большого пожара на Граде появились свободные площади для новых застроек, которые велись особенно интенсивно в период правления Рудольфа II Габсбурга (1576—1611). В 1620 году антигабсбургское сословное восстание завершилось поражением у Белой горы. Чехия потеряла государственную независимость и императорский двор Габсбургов переехал в Вену. В 1753—1775 годах, в период правления Марии-Терезии, крупные строительные работы в Пражском Граде проводились вновь. Здания и дворцы приобрели черты рококо и неоклассицизма. На протяжении следующих полутора веков здесь находили приют отставные и престарелые самодержцы Австрийской империи. В 1918 году Пражский Град стал местом пребывания главы нового государства Чехословацкой Республики, а с 1 января 1993 года — резиденцией президента Чешской Республики.

#### Старый город

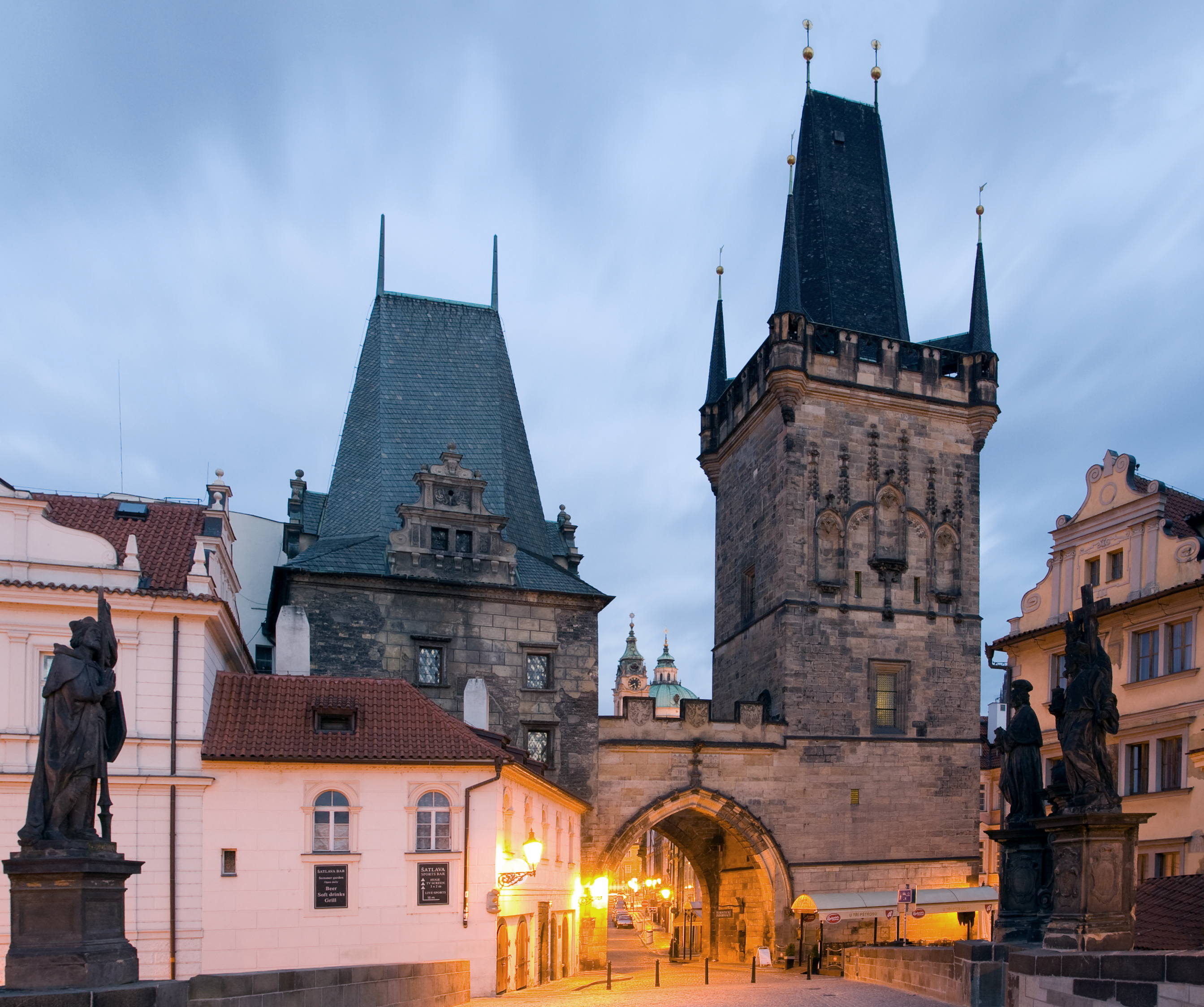
Вход на Карлов мост

Старый город расположен на правом берегу Влтавы. Он вырос из мелких поселений, которые возникли на важном перекрёстке торговых путей между западом и востоком и вдоль берега Влтавы в X веке.
При короле Вацлаве I, который в 1232—1234 годах выстроил мощные крепостные стены, Старый город получил городские права. Чешские короли перенесли сюда свою резиденцию в XV веке. Еврейский квартал вырос в Старом городе в середине XIII века. Евреи жили обособленно от христианского населения, поэтому не могли участвовать в политической жизни города, к тому же часто подвергались погромам. Они окончательно получили на чешской земле гражданские и политические права только в 1848 году В 1850 году Пражское гетто стало одним из кварталов Праги. Ему дали название Йозефов в честь австрийского императора Йозефа II, который издал первые указы об уравнивании евреев в правах с местным населением. После 1893 года часть средневековых кварталов Старого города была снесена и территории застроены заново. В ходе расчистки трущоб на переломе XIX—XX веков большинство стоявших здесь старых построек было снесено, а на их месте построены многоэтажные жилые дома.

#### Мала Страна

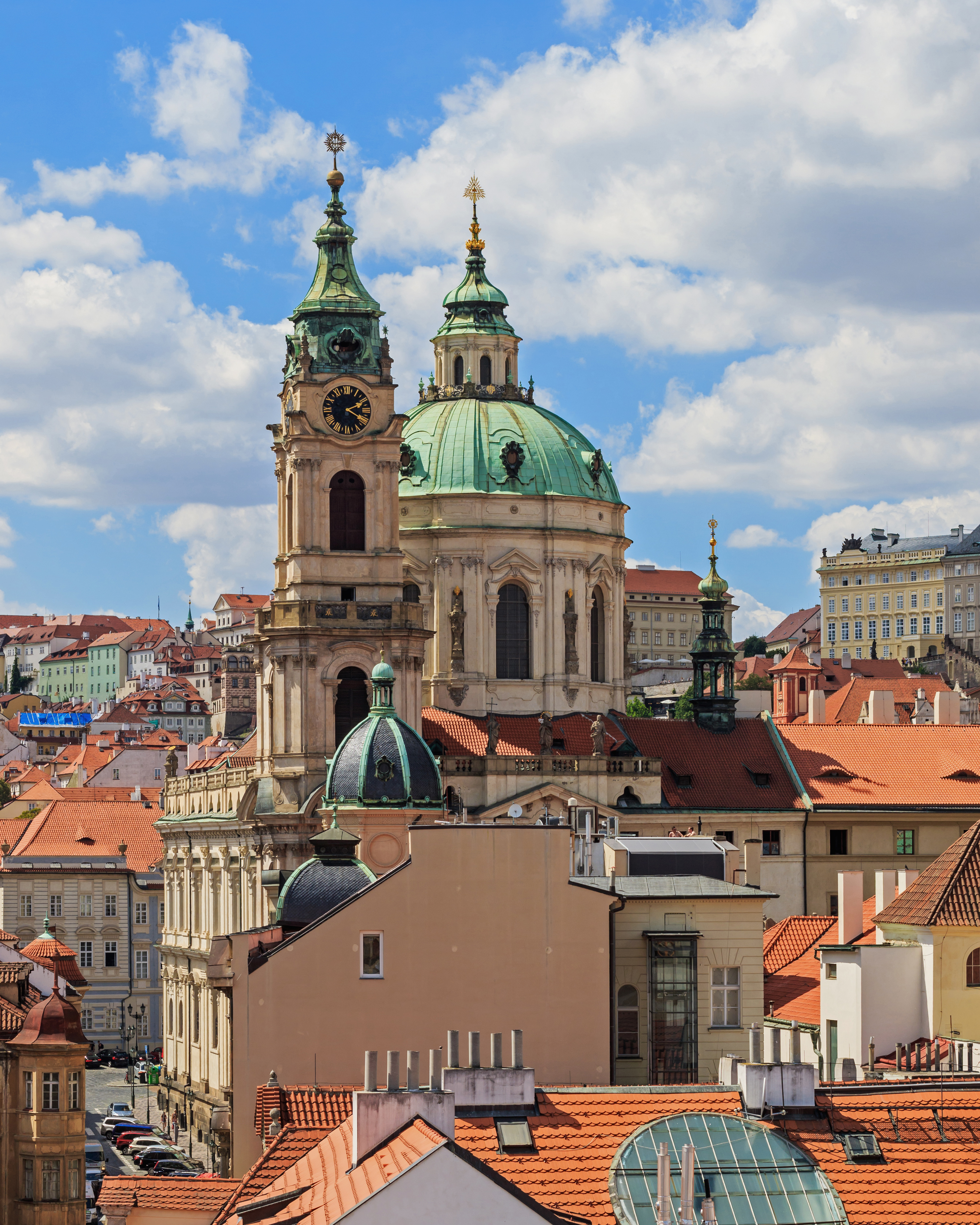
Архитектура Малой Страны в стиле барокко

На том же берегу Влтавы, что и Градчаны, находится Малая Сторона. В IX—X веков на этих землях возникло торговое поселение. «Король золотой и железный» Пршемысл Отакар II в 1257 году решил основать здесь город. Выбранная им территория была обнесена крепостной стеной и заселена немецкими колонистами. В 1360—1362 годах Карл IV воздвиг новую крепостную стену и в Малой Стороне, одновременно со строительством оборонительных укреплений в Градчанах.
Основная часть готической застройки города была уничтожена в 1419 году, в период гуситского восстания. Пожар 1541 года уничтожил то, что успели восстановить к тому времени. В XVII—XVIII веках свою лепту внесла эпоха барокко. Почти все сохранившиеся доныне дворцы, монастыри, храмы имеют вид барочных строений.

#### Градчаны
Прилегают к Пражскому Граду и первоначально представляли собой ничем не защищённое поселение подданных Града приблизительно до 1320 года. Тогда они получили статус города и были обнесены крепостной стеной.
В 1360—1362 годах в связи с увеличением площади поселений, император Карл IV построил новый ряд оборонительных сооружений. В начале XV века, в период войн эпохи Реформации город сильно пострадал от сражений гуситов с королевским гарнизоном Пражского града. Сильнейший пожар уничтожил восстановленные к концу века постройки в 1541 году, после чего Градчаны были отстроены практически заново. В эту эпоху господствовал ренессанс, поэтому архитектуру определил именно этот стиль. В ранг королевского города были возведены в 1598 году Здания были перестроены в стиле барокко, в котором они дошли до наших дней.

#### Новый Город

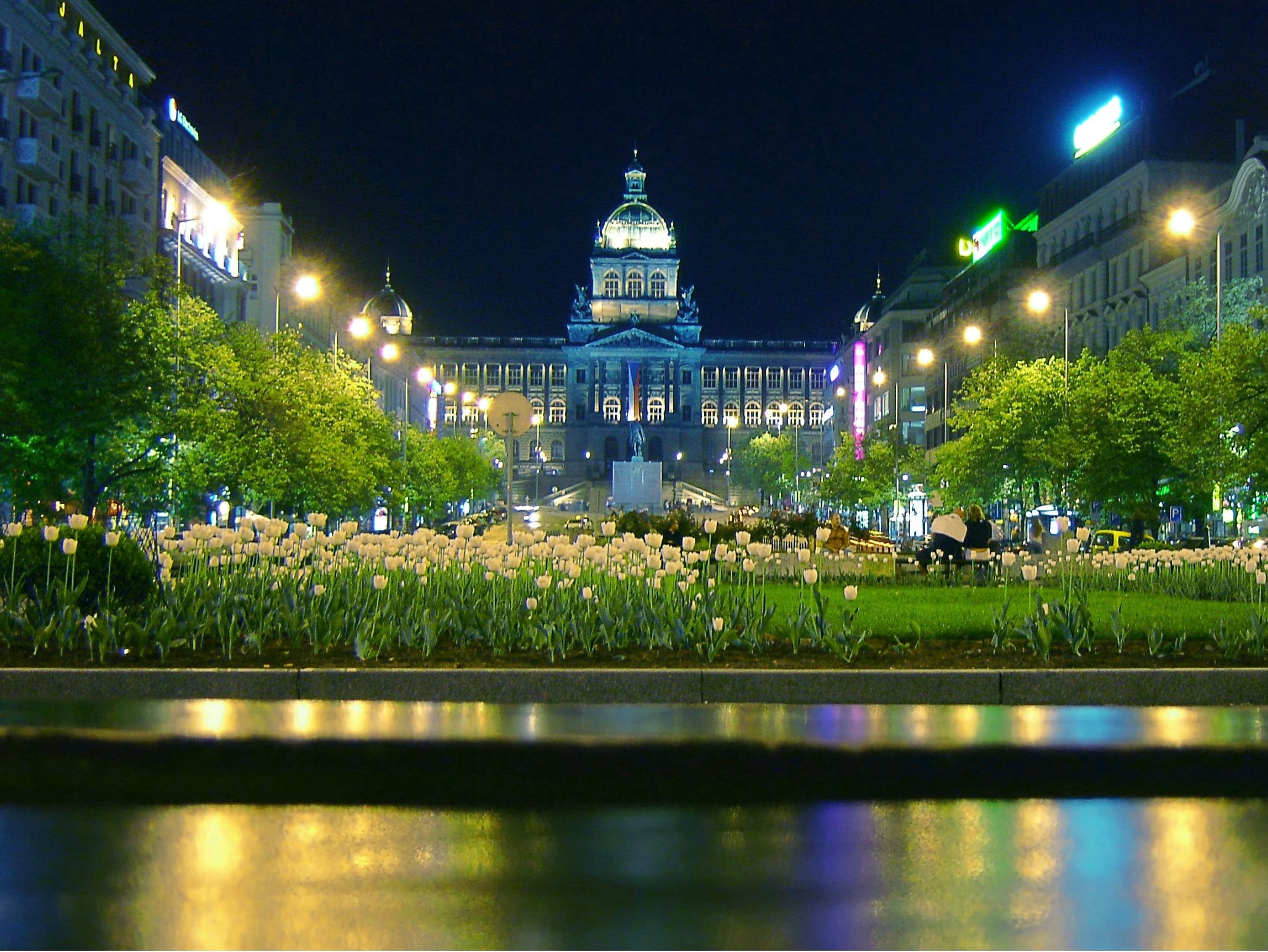
Вацлавская площадь

В 1348 году по соседству со Старым городом император Карл IV основал Новый город, самую новую часть Праги. Существовавшие здесь древние поселения и новые постройки охватило кольцо укреплений. Он стал первым в Европе городом, построенным по заранее разработанному плану. Здесь селилось купечество, а также ремесленники и мелкие торговцы, что было отражено в названиях улиц и площадей (Житная, Ячменная, Мясницкая, Сенной рынок и улица, Скотопригонный рынок, в настоящее время Карлова площадь, Конский рынок — современная Вацлавская площадь и др.). Вскоре он стал самым большим из пражских городов. В состав Праги Новый город вошёл в 1784 году. Большинство жилых кварталов старой застройки было снесено в конце XIX века, наиболее ценные архитектурно-исторические памятники реставрированы или реконструированы. Возникшие оригинальные современные здания сохранили характер первоначальной планировки.

## Города-побратимы
Городами-побратимами Праги являются:
- Брюссель (2003)
- Гуанчжоу (2014)
- сотрудничество с городами Шанхай, Тайбэй, Пекин, Гуанчжоу (2001)
- Париж (1997, город-партнёр)
- Киото (1996)
- Сеул (2005)
- Гамбург (1990)
- Франкфурт (1990)
- Нюрнберг (1990)
- Берлин (1995, 1996)
- Чикаго (1990)
- Майами-Дейд (2010)
- Финикс (1991)

Со следующими населёнными пунктами Прага также ведёт активное сотрудничество, но без официального договора о партнёрстве городов:
- Тбилиси
- Иерусалим (с 1994 года)
- Рига (с 1991)
- Люксембург
- Будапешт (до 2010 года)
- Вена
- Братислава

Договоры о партнёрстве с Братиславой подписали многие пражские районы в индивидуальном порядке; мэры Братиславы и Праги регулярно встречаются два раза в год, так как города переживают похожие проблемы после распада Чехословакии.